# Arbre urbain

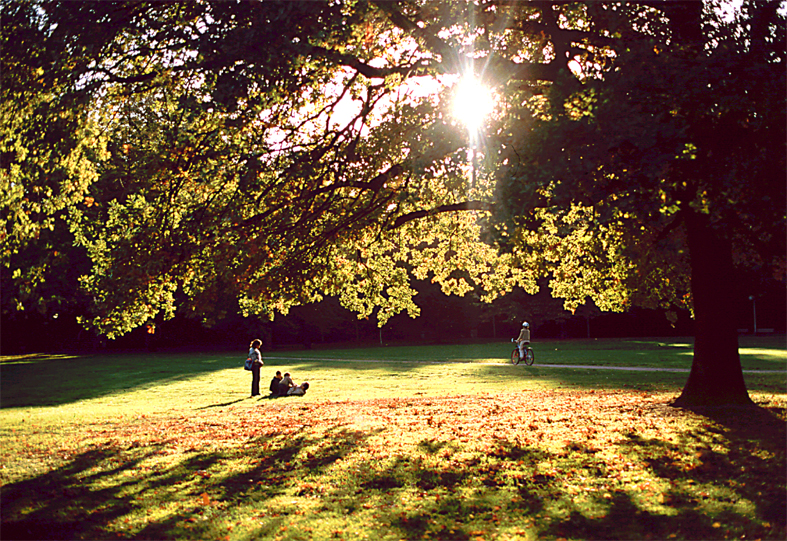
L'arbre joue un rôle essentiel dans les parcs urbains (ici au ' (parc de Louise) à Mannheim en Allemagne).

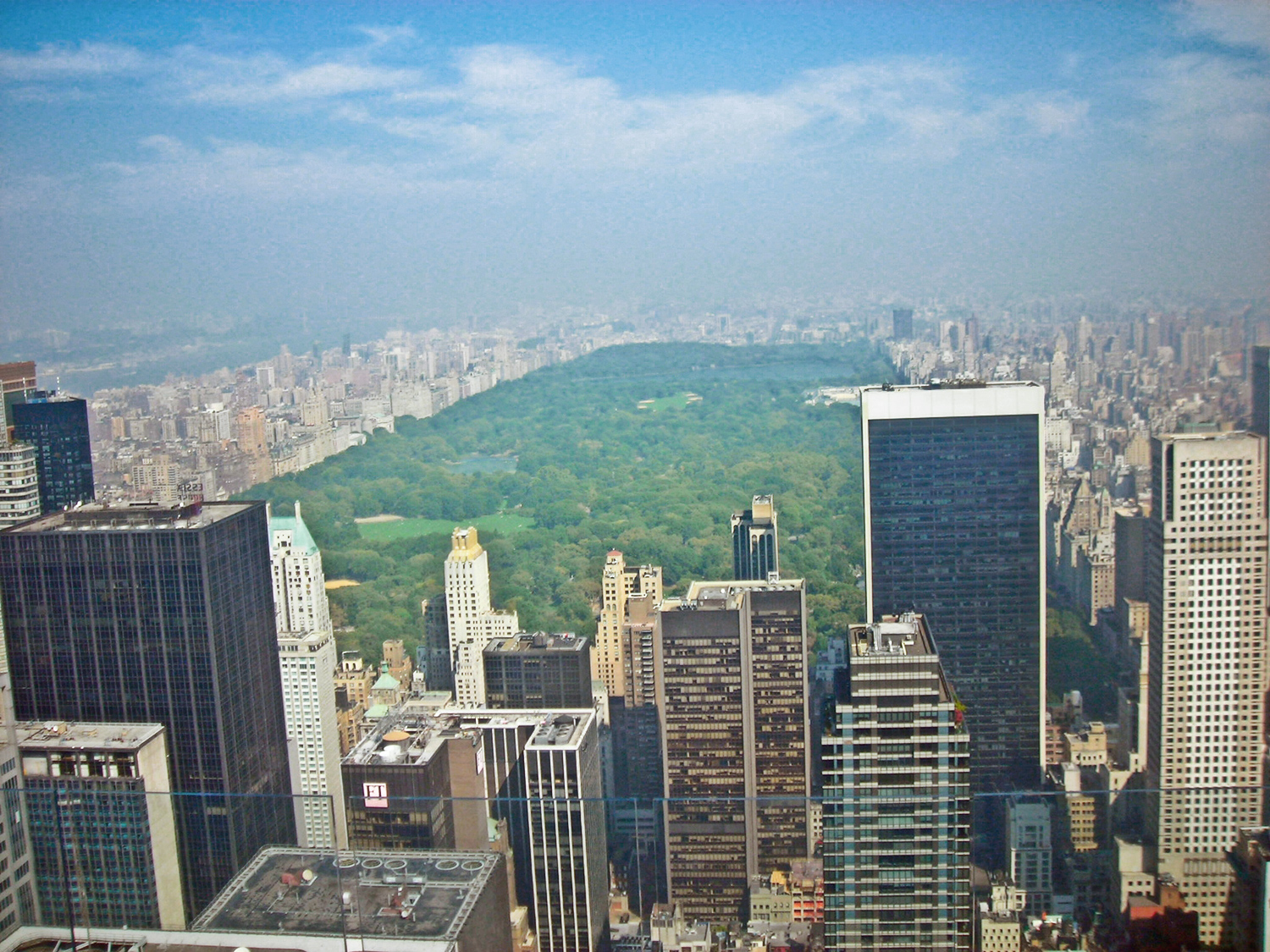
Central park : l'un des espaces verts urbains les plus visités au monde.

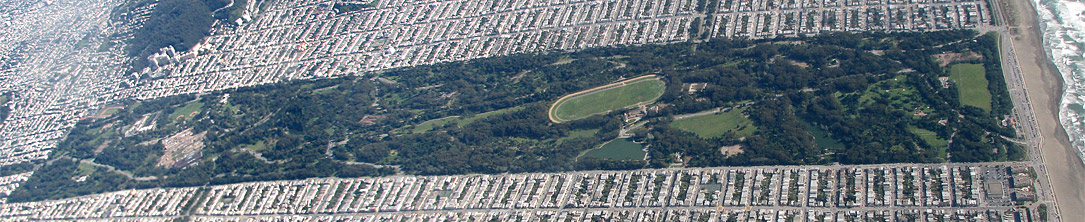
Autre exemple de grand parc intra-urbain, le Golden Gate Park de San Francisco, également physiquement déconnecté du réseau des forêts naturelles.

La notion d’arbre urbain désigne tout arbre présent en ville, qu'il y soit spontané ou introduit par l'homme. L'arboriculture urbaine concerne plutôt celui qui est dans le deuxième cas, c'est-à-dire volontairement planté puis entretenu. À la différence du patrimoine floral qui est renouvelé selon un cycle court, les municipalités héritent souvent, comme pour le patrimoine architectural, d'un patrimoine ancien d'arbres (hormis pour les villes nouvelles), donc à gérer sur le long terme. (Dans de bonnes conditions, un chêne peut par exemple vivre plus de 500 à 700 ans, et un séquoia bien plus encore).
Quand il s'agit d'arbres spontanés, ils sont souvent d'essences pionnières (saules, bouleaux, etc.) qui se développent naturellement sur des sols difficiles, voire sur les murs ou toitures en Europe par exemple. Elles sont alors souvent accompagnées de buissons d'espèces introduites et invasives comme le buddleia, ou cerisier tardif ou renouée du Japon dans les zones plus humides). Ces espèces s'installent volontiers sur les délaissés, dans les friches, voire sur des murs ou toitures.
Les arbres volontairement plantés, de nombreuses autres essences souvent exotiques, choisis en raison de leur rusticité et de leur caractère décoratif, sont également présents dans les villes. Ils sont plus ou moins utiles à la biodiversité selon les cas. En tout état de cause ils rendent de nombreux services, par exemple en améliorant la qualité de l'air urbain.

## Typologie
L'arbre urbain est introduit ou spontané (quelques espèces sont spontanées ou subspontanées ; ce sont souvent des espèces pionnières, mais qui atteignent rarement un âge avancé en ville). Il est taillé et élagué ou non ; Il est solitaire et isolé ou non ; souvent planté en alignement (Avec 248 000 arbres alignés, Madrid serait la capitale la plus riche en alignements en Europe, derrière Tokyo dans le monde), ou en bosquet, associé ou non à une flore herbacée, épiphyte. Il est aussi parfois en situation de jardin privé ou parc urbain, voire de forêt urbaine ou périurbaine). On peut le trouver à l'état spontané le long de certains axes (berges d'étangs, rivières, fleuves, de canaux, voies ferrées, etc où il peut faire alors partie d'un système de corridors biologiques intra-urbains plus ou moins fonctionnels. Des arbres peuvent également être installés par l'homme sur des balcons ou des toits en terrasse, mais à la condition qu'ils soient capables d'en supporter le poids.

Certains arbres décoratifs sont plantés en bacs sortis à la belle saison et rentrés en serre en hiver (ex : palmiers ou arbres à agrumes en zone tempérée ou froide).

## Histoire de l'arbre urbain

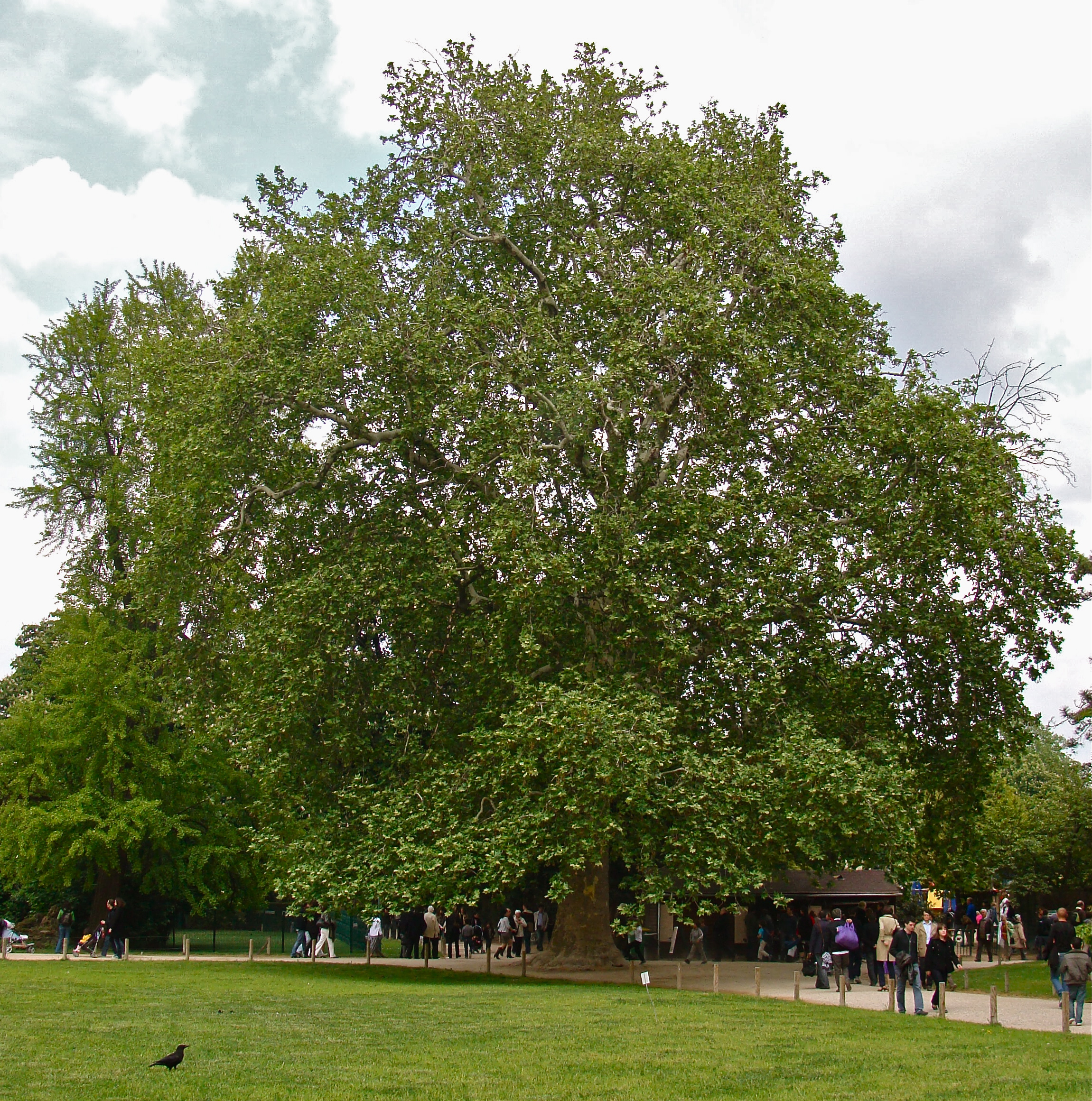
Platane planté par Buffon au Jardin des Plantes de Paris en 1785, jamais taillé.

Bien que les arbres aient probablement rapidement régressé autour des villes en raison de leurs besoins en bois de construction, cuisson, chauffage, etc. Certaines espèces ont été associées à la ville ; différentes selon les époques et les territoires considérés. Les villes fortifiées disposaient souvent d'arbres (plantées sur les fortifications même par Vauban par exemple) pour répondre aux besoins de « bois de boulange » et bois d'œuvre nécessaires en cas de siège : les végétaux dont les arbres servaient aussi au « maintien de la terre des remparts, écran végétal cachant l'artillerie, voire la fortification entière dans le paysage, réserve de bois en cas de siège...différents types de plantation étaient alors nécessaires pour répondre à ces besoins : herbe, arbres de hautes tiges, arbustes ».
Le nombre d'arbres de rue varie beaucoup selon les villes, avec dans l’UE-17 un taux allant de 50 à 80 arbres de rue pour 1 000 habitants en Europe centrale, jusqu'à seulement 20 arbres pour 1 000 habitants à Nice. En outre, plusieurs maladies et parasites émergents affectent les marronniers et platanes qui comptaient parmi les arbres considérés comme les plus rustiques et adaptés au contexte urbain européen.

## Valeurs et fonctions dévolues à l'arbre urbain
L'arbre en ville est considéré depuis longtemps comme un bien commun et une source de services écosystémiques, voire comme étant d'intérêt public et général ; pour des raisons sociologiques, psychologiques, politiques, éthiques… Il est notamment associé à la détente, aux jeux d'enfants, à l'art et à la nature, à l'éducation à l'environnement, à la santé et qualité de vie, à la biodiversité urbaine.
Il joue depuis le XIXe siècle un rôle important dans l'aménagement urbain (on parle même parfois d' urbanisme végétal) et dans l'hygiène urbaine. Depuis les années 1970 au moins, c'est un élément incontournable de l'écologie urbaine et on lui accorde maintenant une importance en matière de services écosystémiques et au moins potentiellement (écopotentialité) de biodiversité (en particulier pour les forêts urbaines ou périurbaines, surtout si elles sont bien intégrées dans un réseau écologique).

### Fonctions symboliques

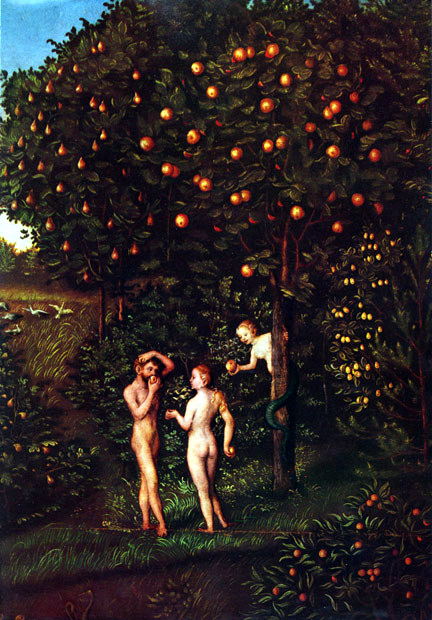
L'arbre est aussi porteur de charges symboliques, avec par exemple Adam et Ève et l'arbre de la connaissance du bonheur et du malheur, ou du bien et du mal selon les formulations ; métaphore diversement illustrée (ici par Lucas Cranach l'Ancien) et interprétée par la glose, l'exégèse biblique et d'autres commentateurs, dont laïques, au cours des âges.

L'arbre d'alignement et d'ornement sont porteurs de charges symboliques et sociales contemporaines, mais qui remontent aussi loin dans le temps, au moins à l'Antiquité.
Tout en étant élément de décor et d'aménagement urbain (jardins de Babylone, l'arbre semble avoir dans certaines civilisations été fortement associé à l'image du paradis attendu et/ou perdu, avec néanmoins l’ambiguïté de l'arbre tantôt valorisé comme arbre de vie mais aussi parfois associé au fruit défendu de la connaissance. Cette ambiguïté semble prendre source dans le Livre de la Genèse selon lequel Dieu planta dans le jardin d’Éden deux arbres qui ont suscité de nombreux commentaires « Le Seigneur Dieu planta un jardin en Éden, à l'Orient, et y plaça l'homme qu'il avait formé. Le Seigneur Dieu fit germer du sol tout arbre d'aspect attrayant et bon à manger, l'arbre de vie au milieu du jardin et l'arbre de la connaissance du bonheur et du malheur ». L'arbre médiéval (Arbre de vie et Pâques fleuries…), l'arbre à palabre en Afrique ou les arbres de cimetières dans de nombreux pays (If notamment en Europe) en sont d'autres exemples.

### Fonctions sanitaires, hygiénistes
Les tilleuls étaient déjà réputés calmants et capables d'assainir l'air au Moyen Âge. Source de tisanes bienfaisantes, ils étaient plantés en Europe près des hôpitaux et maladreries. 
On a récemment montré que chez de jeunes Japonais, quelques dizaines d'heures consécutives (3 jours, 2 nuits) passées en forêt diminuaient significativement la fréquence cardiaque, le taux de cortisol salivaire (hormone de stress), et augmente l'activité du système nerveux parasympathique en inhibant celle du système sympathique (par rapport à l'environnement urbain). Des tests psychologiques faits à cette occasion ont montré que ce stimulus élève les scores de sentiments positifs et diminue les scores en sentiments négatifs (par rapport à des stimuli urbains).
Il existe un lien largement démontré entre le niveau socio-économique des individus et la durée de vie,,, mais on a aussi démontré en contexte urbain un lien entre espérance de vie et accès aux espaces verts,), et entre la présence d'espaces verts et le sentiment d'être en bonne santé par la personne.
Il est scientifiquement démontré qu'un contexte urbain arboré contribue à diminuer le stress (en augmentant la bonne humeur d'autant plus que la naturalité de ce contexte est élevée, selon une étude récente). Les espaces verts de grande taille semblent plus efficaces pour diminuer le stress
L'ONU via l'OMS, face à une tendance au surpoids et dans un contexte de vieillissement de la population) encourage plus d'activité physique, et une augmentation des surfaces d'espaces verts.

### Fonctions aménitaires, sociale et récréatives

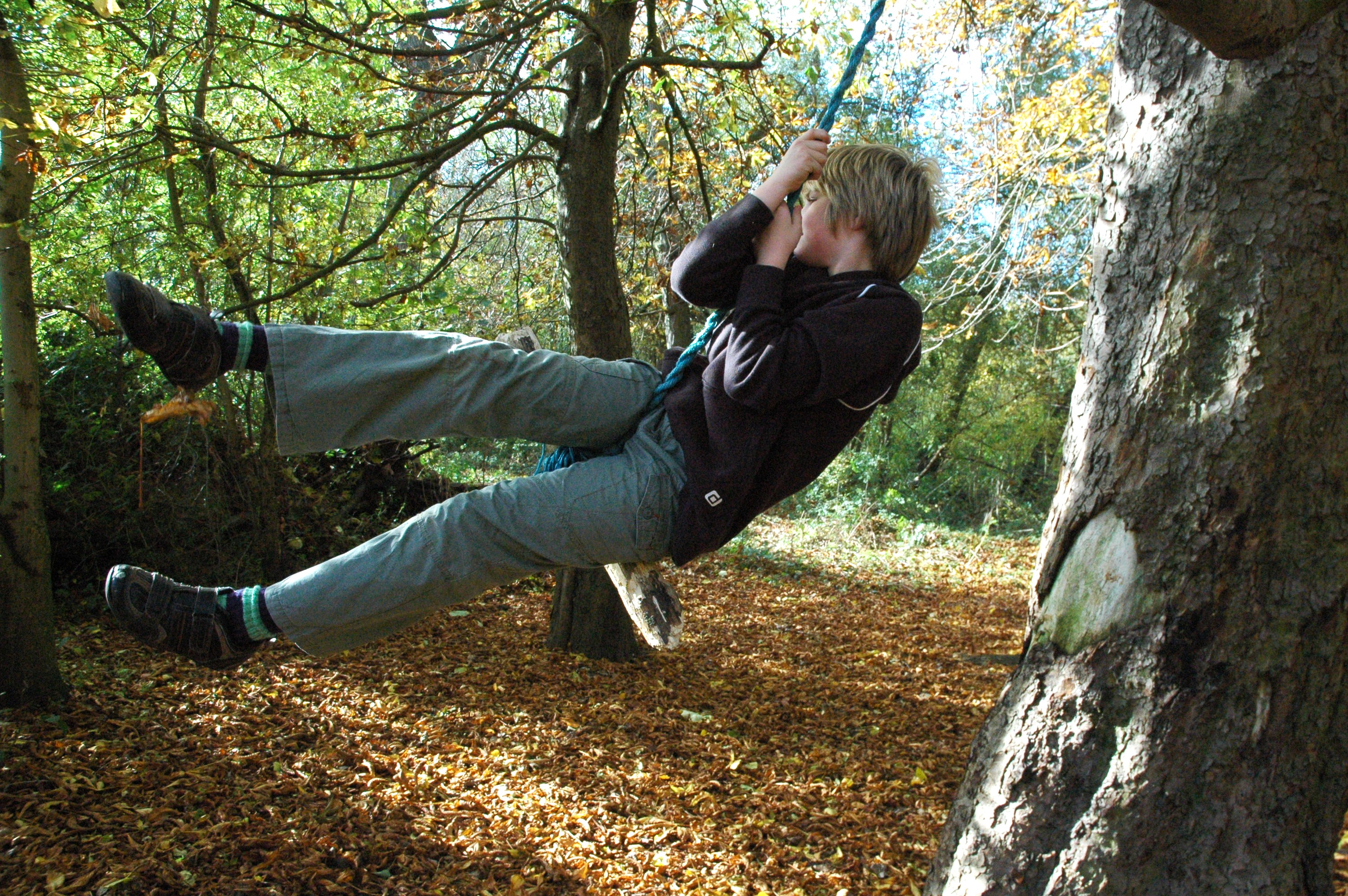
Enfant jouant avec une balançoire suspendue à la branche d'un arbre.

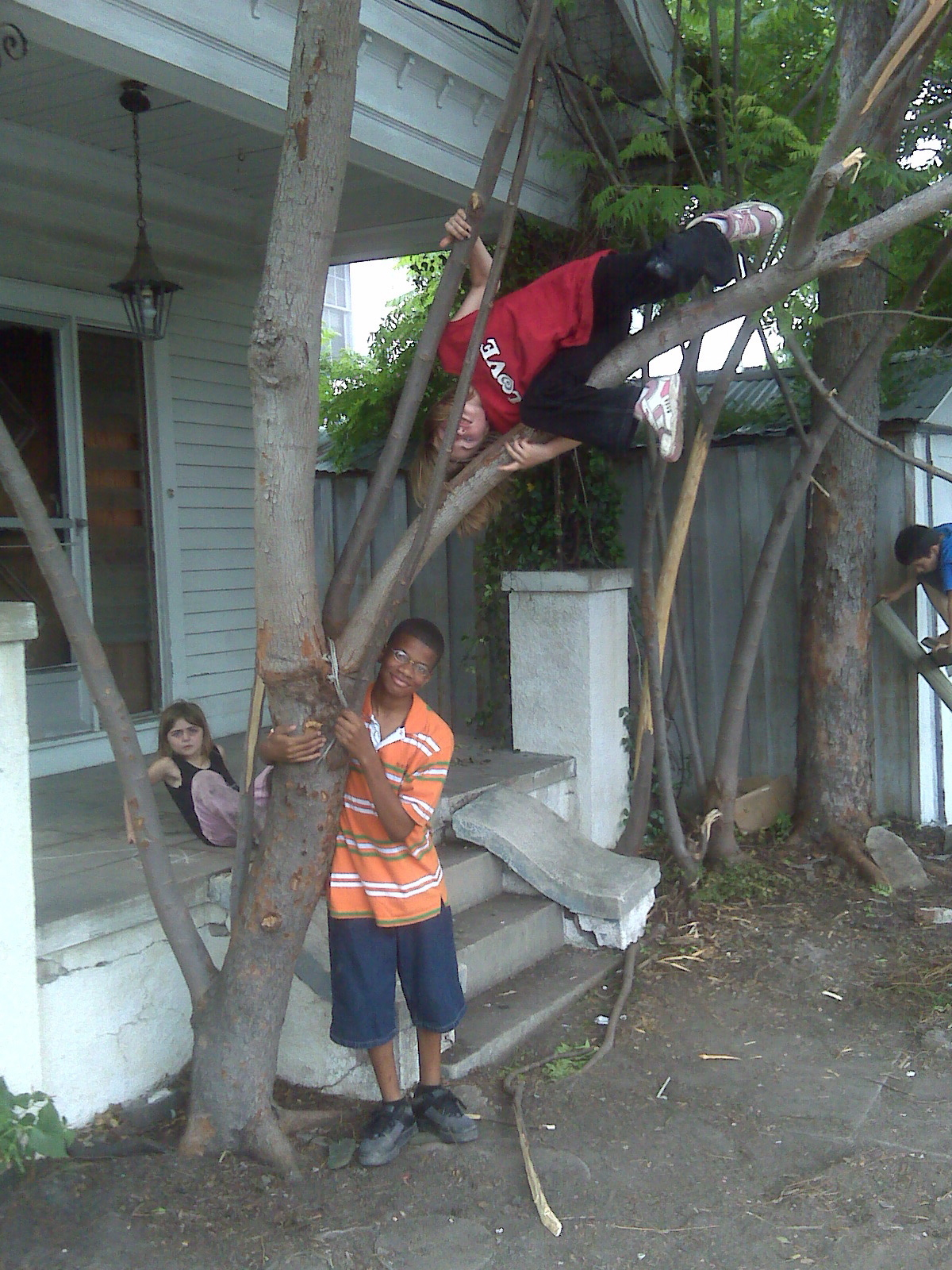
Grimper aux arbres, y jouer développe la coordination motrice (Mid-City, La Nouvelle-Orléans, avril 2009).

L'arbre est un élément important des parcs, squares, berges et lieux extérieurs de détente, de repos et de plaisir ; Il est indispensable à la santé, à l'équilibre psychique et physique des citadins qui apprécient sa présence dans les espaces où se promener, promener les chiens, pratiquer le jogging ou la marche nordique, le cyclisme, etc. Les grands arbres et bosquets, les ambiances forestières et naturelles ont un effet apaisant et sont considérés comme un élément positif du cadre de vie. Leur ombre portée est recherchée dans les régions sèches et chaudes.
Le Conseil de l'Europe a encouragé à augmenter l'offre en espaces verts par habitant, en les ouvrant aussi à plus de naturalité et plus de biodiversité.
En France, dès 1973, l’État consacrait le rôle des espaces verts en les reconnaissant comme des équipements structurants d'intérêt public, (avec un objectif d'au moins 10 m2 par habitant d’espace vert de proximité ouvert au public et de 25 m2 d’espace boisés urbains ou forêts périurbaines). Ces espaces verts sont aussi des atouts déterminant d’attractivité pour les entreprises, zones d'activité, écoquartiers, touristes…
Il existe des arboretums urbains, des jardins botaniques, des collections d'arbres et des vergers urbains qui abritent parfois des espèces devenues rares. Les jardins botaniques et parcs urbains ont aussi été involontairement source de diffusion d'espèces invasives (dont arbres ; « Plus de la moitié des espèces végétales envahissantes du monde se propagent dans de nouveaux habitats via les jardins botaniques » a conclu une récente analyse des évasions végétales historiques, surtout dans des années 1800 à 1950 ; la déclaration de St Louis est un engagement, (signé en mars 2011 par 10 seulement des 461 jardins botaniques des États-Unis) qui vise à limiter le risque d’invasion biologique à partir des jardins botaniques.
On parle maintenant volontiers de patrimoine végétal urbain. Ce patrimoine est à inventorier, à surveiller et à entretenir ou à renouveler (exemple : environ 2400 arbres sont annuellement plantés par la ville de Paris dont 1500 remplacent des arbres abattus pour raison de sécurité ou de travaux et « 900 sont plantés pour embellir la ville » ; Paris disposait en 2010 dans les espaces publics intra-muros de 96 500 arbres en bord de rues, 87 500 arbres dans les parcs, jardins, cimetières et environ, 300 000 arbres dans le bois de Boulogne et le bois de Vincennes (1 840 hectares arborés pour ces 2 parcs)),. Les alignements y tiennent une place importante, y compris dans les jardins « à la française », dont celui du Museum.
Une question délicate est celle de la responsabilité face aux enfants. Grimper dans les arbres, jouer sur des troncs couchés… est à la fois formateur et dangereux, un compromis est à trouver pour des raisons de responsabilité, par exemple avec les usagers et avec des solutions différentiées (ex. : arbres sécurisés dans les zones de jeux et très passantes, avertissements, etc.).
Les attentes du public changent : tous les travaux récents montrent qu'aux dimensions de paysage, patrimoine historique, culturel et esthétique s'intègre peu à peu et fortement une nouvelle dimension qui est celle de la biodiversité et de la naturalité ; tant en forêt publique que dans les espaces verts. Le bois-mort, les sous-bois denses, les faciès les plus naturels, la possibilité d'observer des animaux sauvages sont maintenant recherchés et préférés, même en ville, alors que la demande d'une nature artificialisée et organisée est moins appréciée qu'autrefois,  Ce changement dans la demande sociale invite les gestionnaires à revisiter leur patrimoine, au regard de la naturalité, de la diversité génétique et de la fragmentation spatiale de ce patrimoine notamment. 
Diverses études montrent en outre que l'offre en espaces verts et la typologie de ces espaces et de leurs cheminements a un impact sur les choix d'activités physiques quotidiennes pour les riverains.
Facteur de cohésion sociale, l'arbre en coresponsabilité est aussi l'occasion de renouveler le regard des habitants sur leur quartier de promouvoir de nouvelles activités et de susciter de nouvelles relations et sociabilité. L'arbre, dans un processus de renaturation ou de plantations contribue à transformer les perceptions négatives liées à l’histoire et à la réalité économique et sociale de certains quartiers.

### Fonctions écologiques

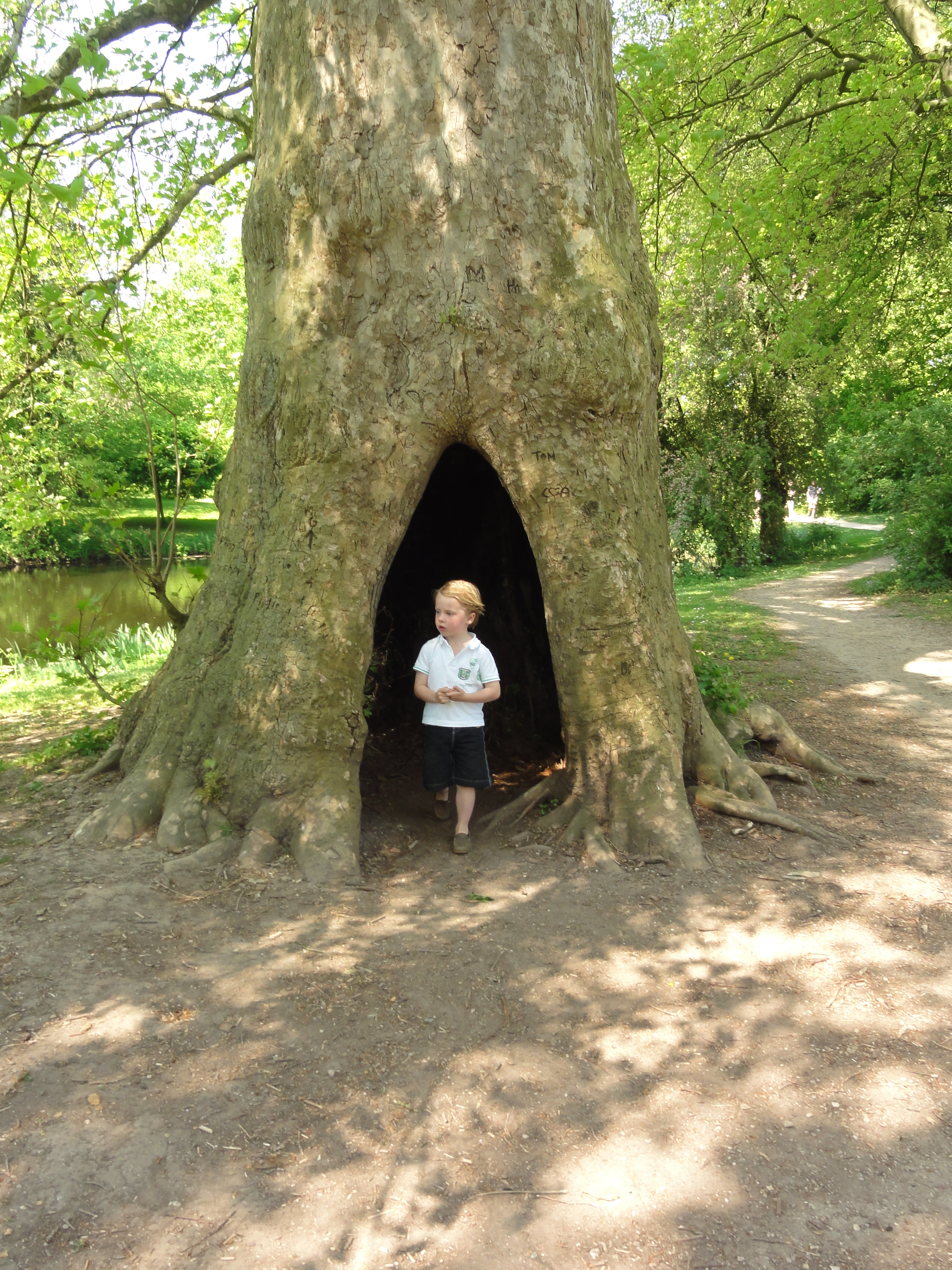
Platane, creux, mais encore solide.

L'arbre est d'abord un être vivant, élément important de nombreux écosystèmes, en interaction durable avec de nombreuses espèces. C'est aussi un perchoir et un support pour des épiphytes, champignons lignicoles et plantes grimpantes. C'est enfin un habitat pour de nombreuses espèces de vertébrés (oiseaux, chauve-souris,, micromammifères), à tous les âges de sa vie, et dans la rhizosphère, y compris bien après sa mort.
Arbre creux et bois mort sont nécessaires à la vie de nombreux champignons et invertébrés. Ils posent plus de problèmes de sécurité en ville qu'ailleurs.
Des aménagements « en chronoxyles » ou visant à conserver des troncs creux ou fendus, hors des zones où le bois est susceptible d'être pollué par des métaux lourds dans la mesure du possible (pour notamment éviter qu'il ne devienne une sorte de piège écologique, permettent de conserver un habitat pour des oiseaux, mammifères, reptiles ou amphibiens qui apprécient les cavités pour y nicher et/ou hiberner.

#### Remaillage écopaysager
En s'inscrivant dans une stratégie de trame verte et bleue urbaine, l'arbre urbain peut faire partie de corridors biologiques, zones-tampons ou gués écologiques. L'écologie urbaine doit cependant intégrer le risque de piège écologique (fréquent en milieu urbain). L'ONU, via la FAO et l'EFUF (European Forum on Urban Forestry), sous l'égide de l'IUFRO) encourage une foresterie urbaine, à (re)connecter avec les réseaux écologiques et autres réseaux verts.
Dans le contexte urbain, la multifonctionnalité des boisements peut accorder moins d'importance à la production de bois et beaucoup plus aux aménités et connexions vertes. Par exemple en Allemagne, le parc urbain de Mechtenberg intègre maintenant des zones agricoles, des vergers, des boulevards verts et boisés sauvages situés sur les anciennes friches et voies ferrées (cavaliers) industrielles de la Ruhr. Il connecte 3 grandes villes (Essen, Gelsenkirchen et Bochum), dont certains quartiers utilisent le parc paysage de la vie quotidienne tout en jouant un rôle d'infrastructure verte réunissant des zones agricoles, des friches industrielles renaturées, des sites consacrés à la nature et à l'art, pour le bénéfice de la population urbaine qui peut maintenant profiter de plus de 230 kilomètres de nouvelles voies piétons et/ou cyclables dans le réseau de l'Emscher parc et des sentiers du patrimoine industriel ; L'arbre dans la trame verte urbaine joue aussi un rôle important en régulant les microclimats et le cycle de l'eau.

#### Microclimat

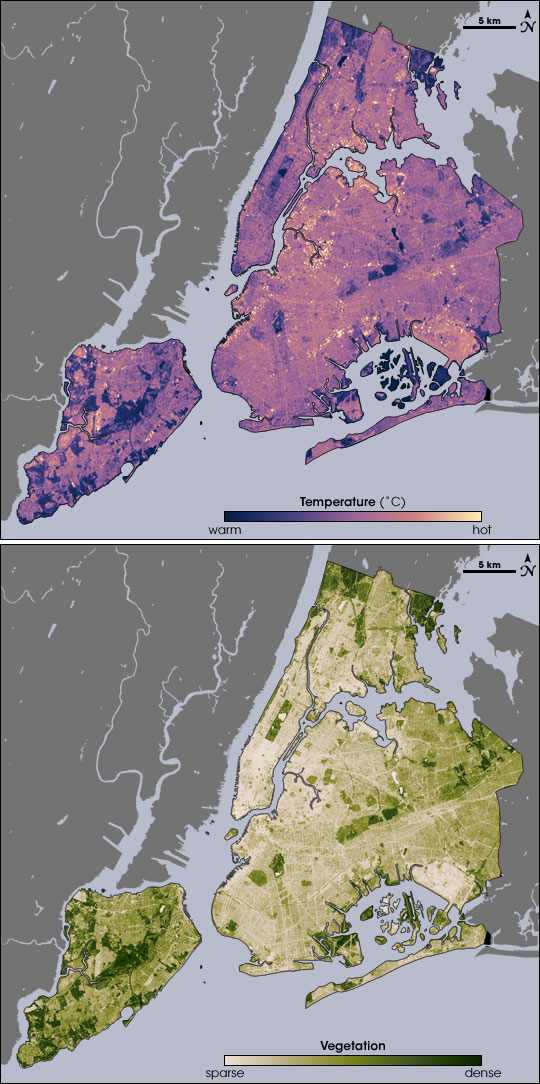
Superposition de la thermographie mettant en évidence les îlots de chaleur urbains et les zones arborées et d'espaces verts. L'évapotranspiration végétale rafraîchit l'air et limite le réchauffement urbain. Inversement, les bulles de chaleur et la pollution acide et particulaire modifient la pluviométrie, jusqu'à plusieurs dizaines de kilomètres en aval des grandes villes,,.

L'arbre a un « effet tampon » sur le climat urbain a priori appelé à se réchauffer, au point de nécessiter une adaptation des villes à ce changement. Cet effet de l'arbre se traduit de plusieurs manières ;
- Par son ombre estivale, un feuillu poussant entre le soleil et une maison la rafraichit. En hiver, sans feuilles, l'arbre laisse le soleil filtrer et réchauffer la maison[43],[44],[45]. Dans les régions chaudes, l'ombrage d'un grand arbre donne une valeur supplémentaire à une maison ou un terrain[46], et inversement en région fraiche ou tempérée une forêt urbaine dense peut priver des riverains de soleil une partie de la journée[47]. En taillant les arbres d'une manière adaptée, ainsi que les buissons proches, il est possible de contrôler l'ensoleillement et l'ombre portée vers les fenêtres ou des panneaux solaires[48] ou de la consommation d'énergie de caravanes et mobilhomes dans une aire de camping[49]. Une haie judicieusement placée protégeant des vents froids mais laissant le soleil réchauffer la maison peut faire diminuer la consommation d'énergie de 30 %[50],[51] ;
- Par son évapotranspiration le houppier de l'arbre urbain, ainsi que d'autres formes de végétation urbaine diminuent la brutalité des chocs thermiques et pics thermohygrométriques propres aux microclimats des zones urbaines non végétalisées. 
L'évapotranspiration de l'arbre urbain diminue aussi les variations de l'humidité relative et la rosée qui disparaît presque totalement dans les zones urbaines minérales est plus abondante à proximité des arbres. Et elle perdure plus à leur ombre.
L'évapotranspiration diminue un peu le caractère déshydratant du vent. Or, l'air sec véhicule plus de poussières, de pollens et de particules) ;
- L'albédo des canopées, combinée à l'évapotranspiration modifient les courants (plus ascendants au-dessus des taches boisées et végétalisées), contribuant à aérer la ville ;
- Dans l'infrarouge, les houppiers modifient positivement l'albédo urbaine (avec un effet contraire en été et en hiver pour les feuillus, surtout pour les petites maisons[52] plus ou moins selon l'espèce[53] et selon la persistance de ses feuilles[54]). Ils modifient à la fois l'absorption du rayonnement et le stockage et la réémission de la chaleur ;
- Les buissons et les houppiers des grands arbres modifient la vitesse du vent, ainsi que la forme et la force des turbulences. Les grands arbres augmentent la rugosité de la ville, en la rendant moins dure, permettant le mélange des couches d'air, mais limitant les ré-envols de poussière ; des plantations peuvent ainsi être utilisées par des urbanistes pour contrôler (dans une certaine mesure) les effets du vent en ville[55].

Après le premier choc pétrolier (1973), des architectes ont montré un grand intérêt pour les approches bioclimatiques, et pour l'arbre en tant qu'il régule significativement les microclimats urbains ; D. Nowak parle de biotechnologie pour décrire le boisement urbain (Urban forestry) et ses capacités à améliorer et dépolluer l'eau, l'air le sol, à tamponner les chocs climatiques. L. Kleerekoper parle de ville « climate-proof ».
Localement (en zone tropicale), et dans de rares cas (ex. : avec peu d'arbres et plus de 50 % du sol pavé ou imperméabilisé, situation qui correspondait vers 2005 à 1/5e des parcs de Taipei), une zone boisée peut inversement contribuer à entretenir un îlot de chaleur urbain, mais dans la plupart des situations, les arbres le rafraichissent, avec en mi-journée une réductions de la température de l'air d'environ 0,04 °C à 0,2 °C par pour cent d'augmentation de la canopée. Sous des bosquets et arbres isolés sur l'herbe, les températures de l'air en mi-journée à 1,5 m au-dessus du sol peuvent par exemple être de 0,7 °C à 1,3 °C plus fraiches qu'en zone ouverte. Durant la canicule de 2003 dans les « îlots de chaleurs urbains » de Paris intra-muros, il y a eu jusqu’à 8 °C de plus qu'en périphérie. 
En été, le rafraichissement de l'air urbain limite la formation de certains polluants (qui se forment sous l'action des UV solaires et/ou d'autant mieux qu'il fait chaud.

#### Séquestration et puits de carbone
Les milieux urbains (et plus encore périurbains), ainsi que les transports motorisés qu'ils induisent contribuent pour l'essentiel (directement, et indirectement) aux émissions de gaz à effet de serre ; L'arbre urbain contribue - dans une certaine mesure - à diminuer la dette écologique des villes en y restaurant des puits de carbone. 
Les parties aériennes (troncs, branches) constituent un stock provisoire de carbone, éventuellement pour plusieurs siècles. « Plus de 90 % du poids sec des arbres provient de la fixation du CO2 par photosynthèse »
Pour mieux mesurer ce puits, on a étudié le contenu en carbone des racines de certains taxons d'arbres urbains (tels que Amélanchier, Malus, Pyrus, et cultivars de Syringa (étudiés entiers, excavés à l'aide d'une Air Spade pour des sujets mesurant jusqu'à 20 cm de diamètre). Des équations de prédiction de stockage du carbone total ont été basées sur la hauteur et le diamètre des arbres, mais seulement jusqu'à 20 cm de diamètre pour le stockage de carbone des racines et hors-sol dans ce cas, car au-delà, il est difficile d'excaver les racines) ; En moyenne, les racines de divers cultivars étudiés stockaient aussi du carbone, modestement (0,3 kg à 1,0 kg) pour les plus petits arbres de 3,8 cm à 6,4 cm de diamètre. Le stockage est plus élevé (10,4 kg) pour les diamètres de 14,0 cm à 19,7 cm de diamètre et la moyenne totale de carbone stockée par les cultivars variait de 1,7 à 3,6 kg pour les arbres de moins de 6,4 cm de diamètre à 54,5 kg pour les arbres de plus de 14,0 cm de diamètre. Ces estimations doivent encore être affinées, car les données de ces équations s'appliquent principalement à des arbres étudiées en pépinières et aux arbres récemment transplantés, mais on sait par ailleurs que des arbres issus de semis, non déplacés auraient une meilleure production racinaire et la qualité du sol interagit avec les systèmes racinaires, différemment selon les espèces. Le taux de pollution et les conditions de périurbanisation sont aussi à prendre en compte (il faut du temps pour que l'arbre soit en pleine capacité de puits de carbone, et les conditions de croissances des racines sont parfois en ville plus proche de ce qu'elles seraient sur des sols pauvres et rocheux de montagne que dans une forêt de plaine à la même altitude.
Enfin, l'arbre urbain feuillu rafraichit l'air en été en laissant passer une partie du soleil en hiver. Ce faisant il limite les besoins estivaux de climatisation et hivernaux de chauffage (qui contribuent aussi à l'effet de serre).
Par rapport aux émissions, ce puits urbain de carbone reste très modeste (hormis pour quelques villes très arborées). Ce puits pourrait devenir proportionnellement plus significatif si des mesures importantes d'économies d'énergies fossiles et en faveur d'un transport moindre et propre étaient prises, par exemple dans le cadre des approches de type Plan climat territorial, Facteur 4 ou Facteur 9, associées à des politiques de revégétalisation et renaturation urbaine.
Alors que l'on a d'abord surtout abordé la question par le sol, l'imagerie aérienne et satellitale peut aussi donner des indications en la matière,. À titre d'exemple, Après la correction d'image radiométrique, le stockage (en grande partie provisoire) de carbone par les arbres urbains de Syracuse a été estimé, d'après photo aérienne à 146 800 tonnes de carbone pour 1985, 149 430 tonnes pour 1992 et 148 660 tonnes de carbone pour 1999. La télédétection est alors un outil de prédiction et d'alerte pour les responsables locaux et les gestionnaires des arbres et boisements urbains sur de vastes zones. L'imagerie radar et lidar permet maintenant d'estimer plus finement le volume des houppiers.
Leicester est une ville dense de 306 600 hbts et d’environ 73 km2. L’université du Kent a montré que la flore urbaine y stocke 231 521 tonnes de carbone (3,16 kg/m2 en moyenne). Les jardins privés en stockent plus que le milieu rural agricole (environ 0,76 kg, soit un peu plus qu’une prairie anglaise (0,14 kg/m2). 
Ce sont surtout les grands arbres qui constituent le principal puits de carbone urbain (plus de 97 % de la quantité totale de carbone de la biomasse végétale totale urbaine), avec en moyenne 28,86 kg/m2 pour les espaces publics boisés (rares à Leicester où les espaces verts sont surtout engazonnés et pauvres en arbres ; si 10 % de ces gazons étaient plantés d’arbres le stockage de carbone de la ville augmenterait de 12 % font remarquer les chercheurs qui ajoutent que les estimations existantes au Royaume-Uni avaient sous-estimé d’un ordre de grandeur l’importance de ce stock urbain de carbone).
La forêt, y compris urbaine ou périurbaine tend à être incluse, de même que l'arbre urbain dans le marché du carbone apparu à la fin du XXe siècle, à la suite du protocole de Kyoto, parmi les solutions proposées par les économistes au problème du gaspillage d'énergie et de l'émission croissante de gaz à effet de serre.

#### Production d'oxygène
L’oxygène a des vertus désinfectante (on blanchissait autrefois les draps en les étendant au soleil sur l’herbe de prairies. Un homme adulte a besoin de 700 grammes environ d'oxygène par jour (255 kg/an), soit ce que fournissent une dizaine d’arbre en une année (15 à 30 kg par arbre). L’arbre urbain ne produit donc qu’une très faible part des grandes quantités de dioxygène consommée dans les grandes villes, mais l’oxygène natif produit par les feuilles pourrait jouer un rôle sanitaire important pour les arbres eux-mêmes, et à leur proximité, notamment au niveau de la canopée. Par mètre carré d’emprise au sol, un grand arbre en produit beaucoup plus qu’un mètre carré de gazon ou de buisson. En zone froide et tempérée, hormis quelques espèces (houx par exemple) les feuillus n’en produisent plus, mais les algues, épiphytes et certaines lianes (lierre) poussant sur leurs troncs et branche peuvent en produire.

En zone tropicale chaude et sèche, certains feuillus perdent aussi leurs feuilles, mais en été quand l’eau manque (En ville, le risque de feu de feuilles mortes est alors à prendre en compte).

#### Epuration de la pollution atmosphérique
Les arbres d’autant plus qu’ils sont grands, feuillus et insérés dans une large canopée (parc urbain) épurent très significativement l’air de nombreux polluants urbains, particulaires et gazeux,. La taille de la canopée et la distance de diffusion de la pollution sont deux facteurs prédictifs-clés qui influent sur taux d’épuration de l’air. (Ex : -9,1 %  des particules en suspension, - 5,3 % du SO2 et - 2,6 % du NO2  pour un parc urbain du district de Pudong, à Shanghai, ville très polluée). Même dans les situations d’effet de canyon qui tendent à piéger les poussières et gaz dans les rues, les arbres et la flore dépolluent l’air de manière significative, à condition d’occuper un volume d’air suffisant. Les effets sont significatifs à partir d’une bande linéaire de végétation pas ou peu disjointe sur une bande de 5 m de large.

De manière surprenante pour les modélisateurs, et pour des raisons encore mal comprise, la mobilité des feuilles ou l’inclinaison aiguilles de résineux n’a parfois presque pas d’influence sur les processus de captation de particules (processus d’impaction inertielle, d’interception des particules ou de sédimentation/fixation des aérosols, dont radionucléides éventuellement) sur la feuille. Ils s’avèrent plus « efficaces » dans la réalité que ce qu'annoncent certains modèles de mécanique des fluides qui par ailleurs ont plutôt porté sur les canopées forestières qu’urbaines (les aérosols fins (qqs microns) sont 4 fois mieux fixés par des herbes naturelles qu’artificielles,). Le transfert réel de plomb particulaire (vapeur de Plomb-212) dans de vraies feuilles de haricot était - en condition naturelle - 25 % plus élevé que selon la théorie, probablement en raison des turbulence, de l’inclinaison des feuilles, de leur forme et structure ou de la respiration de la feuille. Il existe toutefois de grandes variations selon le type et âge de la feuille, son type de cuticule (plus ou moins cireuse, rugueuse, pileuse), l'époque de l'année, l’heure de la journée, l'hygrométrie, etc. Les aiguilles horizontales captent moins de particules fines (jusqu’à -60 %) que celles qui pendent ou sont érigées. Même les branches et pétioles jouent un rôle en fixant jusqu’à environ 10, voire 15 % du total des particules de plomb automobile fixées par l’arbre entier. Différentes plantes se montrent en outre parfois capables de capter et intégrer ou métaboliser des particules ou gaz très différents. Enfin l'arbre dépollue aussi indirectement l'air via le sol qu'il enrichie en bactéries et champignons capables de biodégrader des polluants organiques complexes (certains pesticides, HAP, organochlorés, etc.).

##### Réduction du dioxyde d'azote (NO2) et des NOx
L'arbre urbain contribue (mais essentiellement en saison de croissance pour les arbres à feuilles caduques de zones tempérées) à fortement atténuer la pollution de l'air, pour différents polluants tels que les NOX, et notamment la pollution azotée. Une étude japonaise (2005) a porté sur l'assimilation de NO2 radiomarqué par 70 espèces (essences) utilisées en alignements urbains, afin de rechercher les espèces les plus atténuantes de la pollution par le NO2. Elle a montré que les arbres ont des capacités très différentes à assimiler le dioxyde d'azote (variation d'un facteur 122 entre le taxon le plus efficace (Prunus yedoensis) et le moins efficace (Cryptomeria japonica). Il semble qu'on puisse classer les arbres urbains en 4 catégories de ce point de vue ; ceux qui assimilent bien le NO2 assimilation et y résiste bien, ceux qui l'assimilent bien, mais avec une faible résistance, ceux qui l'assimilent mal et y résistent mal, et enfin ceux qui l'assimilent mal et y résistent bien. Parmi les 70 espèces étudiées, ces 4 classes comprennent respectivement 13, 11, 35 et 11 taxons. La moitié des arbres urbains testés l'assimilaient mal et y résistaient mal. L'étude n'a pas porté sur les effets d'une exposition à long terme. Elle a montré que pour l'exposition à court terme et avec des doses significativement élevées, les 4 meilleurs épurateurs du NO2 de l'air étaient tous des feuillus à feuilles larges (Robinia pseudoacacia, Sophora japonica, Populus nigra et Prunus lannesiana, ce qui laisse penser que les arbres à feuilles caduques à feuilles larges pourraient avoir les avantages compétitifs dans ce domaine grâce à une biomasse élevée et une croissance rapide. Mais ils ne sont pas actifs en automne et en hiver. En outre, d’autres essences présentent peut-être aussi des avantages pour d'autres polluants (HAP en particulier).

##### Réduction du monoxyde de carbone (CO)
On a montré par le suivi de monoxyde de carbone radiomarqués (au carbone 14), que les feuilles de certaines espèces ne peuvent absorber facilement le CO (plus toxique que le CO2 pour les animaux). Le CO est absorbé par les plantes le jour (le CO a été transformé surtout en saccharose et en protéines, ou transformé en CO2). Plus surprenant, il est aussi absorbé la nuit, et presque aussi vite que le jour ; il est alors transformé en CO2 presque aussitôt et relargué dans l'air.
Avec des variations selon les espèces, les végétaux testés dans un air enrichi de 1 à 10 ppm de CO, ont absorbé de 0 à 0,25 μmole/dm2/heure, de manière grossièrement proportionnelle à la concentration de CO dans l'air, mais sans relation avec les capacités de photosynthèse pour l'espèce.
Le CO n'est cependant pas dénué d’écotoxicité (toxicité pour l'arbre en l’occurrence) : il peut inhiber, voire stopper la fixation du CO2 dans certaines feuilles.
Une végétation « de capacité moyenne » (concernant l'absorption de CO) peut selon les calculs de Bidwell et Fraser « absorber de 12 à 120 kg par km² de terrain et par jour, ce qui est près des valeurs obtenues pour le sol en utilisant des niveaux beaucoup plus élevés de CO ».

##### Fixation des particules

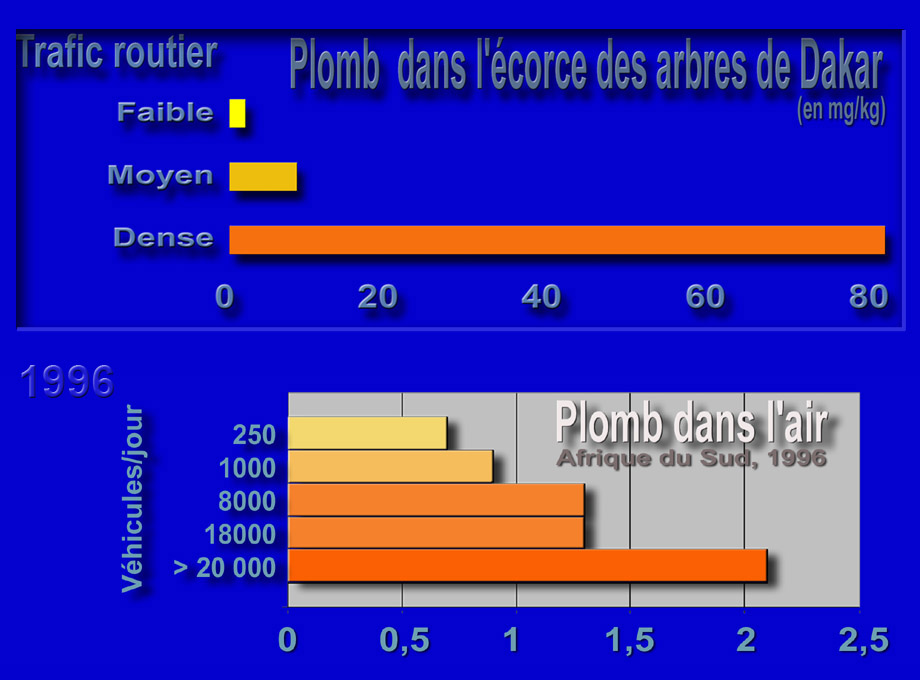
L'arbre urbain épure l'air, les sols et l'eau de certains toxiques non-biodégradables (plomb de l'essence dans cet exemple), mais ils peuvent être bioaccumulés dans certaines parties de l'arbre et recontaminer l'écosystème à la mort de l'arbre (ici à Dakar, Sénégal).

En 50 ans (de 1950 à 2000, alors que la population mondiale doublait, le nombre de voitures a plus que décuplé, et les arbres d'alignements plantés le long des boulevards sont les plus exposés à la pollution par le plomb (limitée depuis l'essence sans plomb) et à une pollution particulaire importante. La pollution atmosphérique particulaire est une cause avérée de mauvaise santé et des valeurs limites de PM10 ont été établies dans de nombreux pays. Grâce à leur feuillage qui occupe un grand volume (grande surface développée) et plus ou moins selon les propriétés physiques et biologiques des surfaces foliaires, les arbres et surtout leur canopée peuvent agir comme des « filtres biologiques, en supprimant un grand nombre de particules en suspension et donc améliorer la qualité de l'air dans des environnements pollués ». Augmenter le nombre d'arbre urbain, et végétaliser les villes conduit à diminuer la pollution particulaire de l'air.
La flore strictement épiphyte (non parasitaire, non enracinée dans le sol), lichens et mousses en particulier, jouent aussi un rôle en adsorbant de nombreuses particules et divers gaz (c'est ainsi qu'ils se nourrissent). Les pucerons et leur miellat collant jouent aussi un rôle. La rosée est en grande partie issue de la recondensation de l'évapotranspiration ; il s’en produit très peu dans les environnements urbains les plus minéraux) ; elle joue un rôle important en fixant des particules (non hydrophobes) et des gaz. 
La richesse en pollinisateurs – quand elle existe (car on observe un déclin important de nombreux pollinisateurs autrefois communs) - limite la quantité de pollen aéroporté et les teneurs de l’air en pollens pollués ou dégradés qui semblent être plus allergènes que le pollen normal.
Dans les villes chinoises où la pollution est souvent devenue très préoccupante, l'absorption de dépôt sec de particules à partir de l'air par la végétation urbaine est une des méthodes alternative reconnue d'amélioration de la qualité de l'air. Ce « service écosystémique » a fait l’objet d’une première évaluation monétaire : il a été estimé que les espaces verts de Guangzhou (Chine du Sud) contribuaient à ôter de l'air environ 312,03 tonnes de SO2, NO2 de particules en suspension, même dans les mois secs de l'hiver alors que la pollution particulaire est la plus élevée. Le « coût de réduction de la pollution » retenu en Chine est faible, il a donc généré une valeur monétaire relativement faible de cet avantage environnemental par rapport à ce qu’il serait dans les pays développés. C’est dans les districts récemment largement boisés que les arbres ont le plus dépollué l’air. Et cette dépollution se fera encore mieux avec la croissance de ces arbres. On a montré à cette occasion que c’est bien l’importance de la canopée (le couvert forestier), mieux que la présence de buissons et d'une strate herbacée qui diminue le plus ce type de pollution. Les auteurs de cette étude ont estimé qu'une diversification de la composition en espèces et la structure de la biomasse végétale, et l'ajout d'espaces verts arborés pourrait encore améliorer ce service, de même que dans d'autres villes et métropoles en développement.
Une autre étude (1994) a estimé que les arbres de New York ont ôté de l'air environ 1 821 tonnes de polluants, service estimé à 9,5 millions de dollars À Atlanta c'étaient 1 196 tonnes de polluants épurés, soit un service estimé à 6,5 millions de dollars). À Baltimore, seules 499 tonnes de polluants avaient ainsi quitté l'air cette même année pour un service estimé à 2,7 millions de dollars, avec une élimination de la pollution par mètre carré de couvert forestier pourtant assez semblable pour ces trois villes (New York : 13,7 g/m2/an; Baltimore : 12,2 g/m2/an; Atlanta : 10,6 g/m2/an. Ces taux standardisés de dépollution varient selon les villes en fonction des quantités de polluants, de la surface foliaire totale, de la durée de la saison de végétation, des précipitations et d'autres variables météorologiques. Les grands arbres (sains) au tronc mesurant plus de 77 cm de diamètre ôtaient annuellement de l'air environ 70 fois plus de polluants de l'air (1,4 kg/an) que les petits arbres sains de moins de 8 cm de diamètre (0,02 kg/an). 
Le gain de qualité de l'air apporté par les feuilles des arbres a été estimé à New York de 0,47 % pour les particules en suspension, de 0,45 % pour l'ozone, 0,43 %  pour le dioxyde de soufre, 0,30 % pour le dioxyde d'azote, et 0,002 % de carbone monoxyde de carbone. Ces chiffres sont des moyennes, mais cette dépollution augmente avec le pourcentage de couverture boisée : Dans les zones urbaines à 100 % couvertes d'arbres, les améliorations de qualité de l'air à court terme (en une heure) par les arbres ont été estimées jusqu'à -15 % pour l'ozone, -14 % pour le dioxyde de soufre, -13 % pour les matières particulaires, -8 % pour le dioxyde d'azote, et -0,05 % pour le monoxyde de carbone (CO).
Les gestionnaires d'arbres urbains doivent relever de nombreux défis car dans l'espace public et hors de quelques grands parcs urbains publics ou privés, ces arbres sont soumis à de nombreux stress qui abrègent fortement leur espérance de vie (ne dépassant généralement pas 30 ans) ;

#### Arbres et microbes
Les arbres ne pouvant pas se déplacer pour fuir leurs prédateurs et parasites disposent d’une large gamme de moyens de défense. Via l’écorce, les feuilles et les racines, ils sécrètent des molécules dites phytoncides capables de tuer de nombreux microbes et champignons ou de repousser divers parasites. Ils contribuent ainsi à assainir l’eau et l’air qui les baignent, avec des effets positifs pour notre système immunitaire,, propriété autrefois utilisés par la médecine des ex-pays de l’Est (Russie notamment)  pour soigner certains malades en leur faisant prendre des « bains de forêt » et retrouvée au Japon sous le nom de « Shinrinyoku » avec la confirmation récente que certains de ces phytoncides dopent l’activité des globules blancs humains ainsi que des facteurs anticancéraux dont en renforçant l’expression de protéines anticancéreuses).

#### Cycle urbain de l'eau
Si le sol le permet, les racines de l'arbre s'enfoncent dans le sol et parfois le décolmatent. Les champignons, bactéries, vers de terre et autres organismes associées enrichissent le sol l'aèrent et y facilitent la circulation de l'eau, permettant à la fois l'alimentation des nappes et le maintien de l'humidité du sol (capillarité). L'arbre rend à l'atmosphère une partie de l'humidité qu'il a reçu des pluies et eaux météoriques.

#### Bruit
Les « rideaux d'arbres » ne sont pas de très bons isolants phoniques, mais ils atténuent le bruit et le rendent plus supportable, notamment par l'effet apaisant des chants d'oiseaux et des feuilles dans le vent

## Importance de la biomasse foliaire de l’arbre
Pour chaque essence, une partie des services écosystémiques décrits ci-dessus (oxygénation, dépollution, ombre portée) augmentent de manière parfois exponentielles avec la hauteur de l’arbre, mais plus encore avec le nombre de feuilles ou aiguilles (ex :  la surface des aiguilles représentent au moins 85 % de la surface totale d’un pin sylvestre).
La biomasse de feuilles et rameaux peut diminuer avec la taille ou la perte de feuilles par stress (hydrique ou pathologique), sachant que la perte de feuilles est l’un des moyens normaux de certains arbres de résister à ces stress.

## Les stress de l'arbre urbain

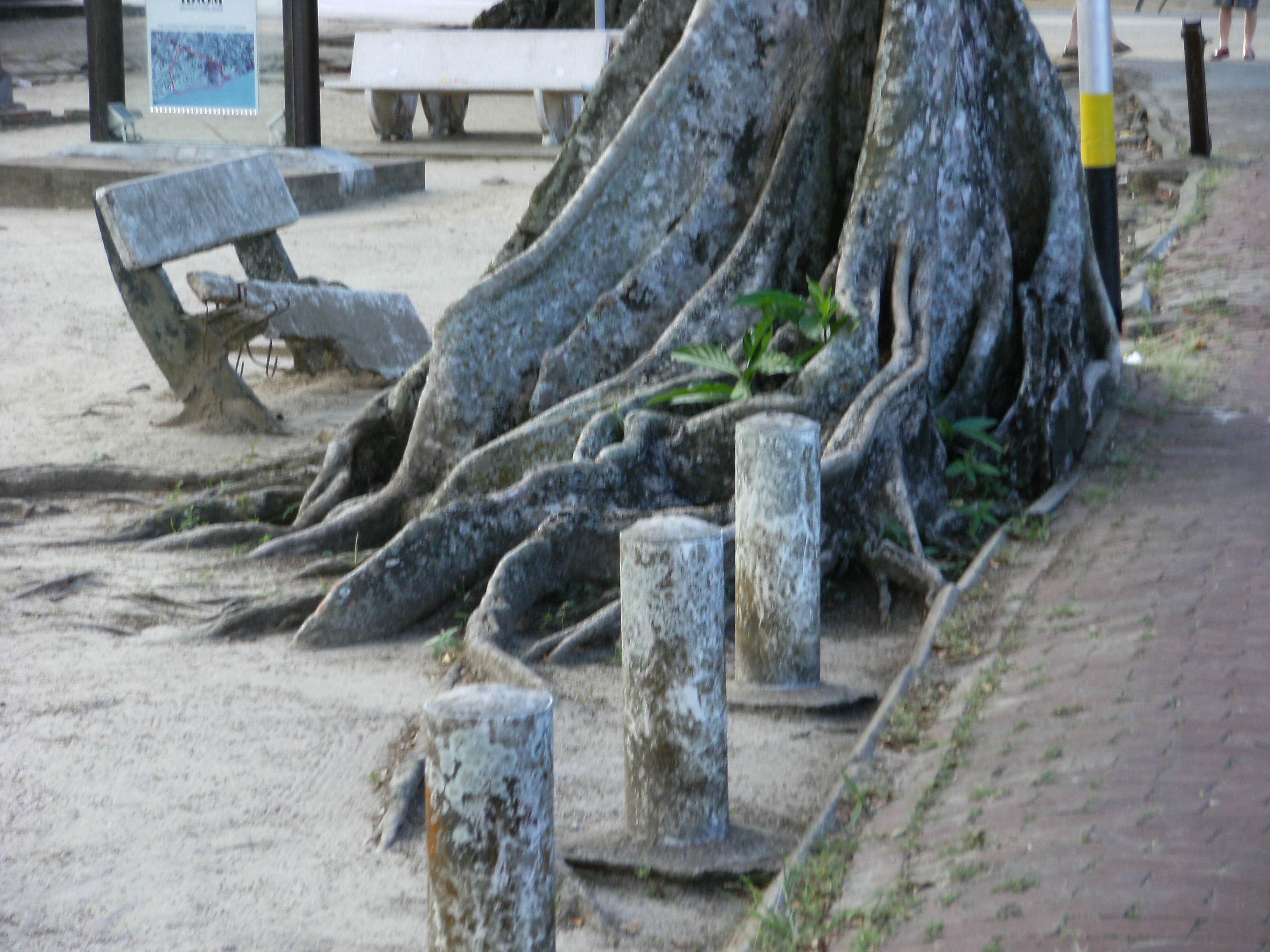
Certaines essences ont une croissance rapide et un système racinaire dont l'urbaniste doit tenir compte (ici à Paramaribo).

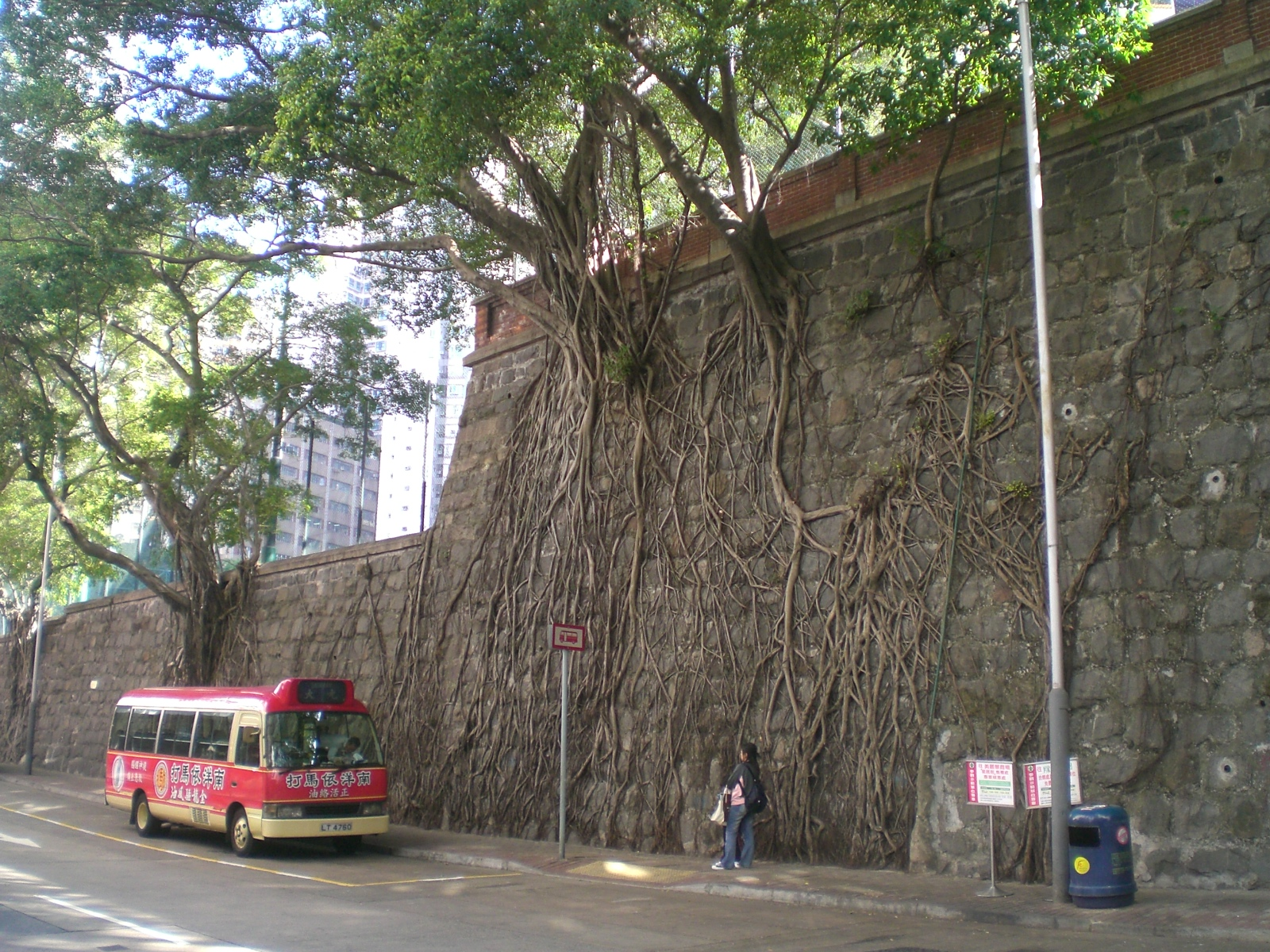
Certaines essences s'adaptent à des conditions difficiles. Sur des murs fragiles ou vulnérables, il est utile de limiter la prise au vent des arbres (ici sur la Forbes Street de Kennedy Town à Hong-Kong).

- Exposition continuelle à un air souvent trop sec (la ville imperméabilisée évacue l'eau, et ne bénéficie que d'une faible évapotranspiration) ;
- Exposition à l'ozone troposphérique (des basses couches)[98] et à d'autres oxydants photochimiques tels que les PANs (nitrate de peroxyacétyle, polluant photochimique secondaire de l'atmosphère) souvent présent en ville, des basses couches de l'air à celle de la canopée urbaine (quand elle existe)[99]. Fortement réduire la pollution par l'ozone, qui affecte la santé humaine, ainsi que celle des arbres (et leur production de fruits[100]) est l'un des défis sanitaires que les urbanistes ont à relever, notamment s'ils veulent répondre à l'invitation de la FAO à réintroduire une foresterie urbaine[101] et une forme d'agriculture urbaine pour une ville plus durable, en prenant garde aux risques pour la santé (cf. Sols pollués, zoonoses et promiscuité avec des espèces à risque microbien) ;
- Exposition à un air anormalement acide (mais les données sanitaires et les modélisations proviennent plutôt de l'étude des pluies acides sur la forêt[102],[103], mais l'arbre urbain est soumis au même type de stress) ;
- Les racines, la partie invisible de l'arbre[104] étaient, au début du cycle de vie de l'arbre, souvent déjà contraintes et déformées dans les conteneurs de culture[105] puis dans les mottes plantées dans des fosses souvent trop petites où elles manquent ensuite de place, de nourriture[106] et d'un sol de qualité. Même en forêt, les arbres plantés à partir de cultures de pépinières poussent moins bien que ceux issus de semis naturels. Par exemple, 12 ans après plantation, une étude a comparé 80 Pinus contorta var. Contorta Dougl qui avaient été plantés comme plants d'un an, élevés en godets en pépinière, et 60 pins de la même espèce et du même âge, issu d'une régénération naturelle. Le système racinaire des premiers était encore nettement déformé, et ces arbres poussaient moins bien, avec moins de racines latérales de premier ordre, une plus grande distance entre la surface du sol à la première racine latérale de structure, un diamètre supérieur du collet et une concentration des racines latérales 10 cm en dessous du niveau du sol. Les racines des arbres plantés conservaient des séquelles de l'emprisonnement dans les containers, avec un certain nombre de racines difformes (anormalement resserrées, ou enroulées et/ou repliées). De plus, les arbres issus de régénération naturelle ont mieux élaboré leur racine pivot, et un assortiment de racines anamostosées (self-grafted roots) non observées sur les jeunes (douze ans) sujets plantés. L'élevage des arbres en pots semble donc bien affecter la morphologie future des racines du jeune arbre[105].  
En ville, les racines peuvent être gênées ou détruites par des ouvrages souterrains[107]. Elles cherchent souvent à se diriger vers les égouts pour trouver de l'eau, au risque de les pénétrer et les boucher parfois (En France, une norme AFNOR[108] impose une distance minimale de deux mètres entre l'arbre et les réseaux). Elles doivent se développer dans un sol souvent de piètre qualité, imperméabilisé et alors exposé à des alternances de manque et d'excès d'eau ;
- Les racines et l’arbre souffrent souvent du salage (sels de déneigement) ; plus de 700 000 arbres d'alignement meurent par an de dégâts du sel[109], et bien plus sont intoxiqués par le sel (cernes plus étroits) ;
- Le vandalisme est une cause commune de mort d’arbres urbains (jusqu’à 15 % des arbres récemment plantés en Europe[7])
- Le tronc, les branches et les racines sont agressés (dommages mécaniques et chimiques) par des tailles dures ou sophistiquées (taille en rideau par exemple[110]) et la pollution urbaine. Les distances de plantation, le jalonnement et les protections sont parfois mal adaptés ou l'environnement a évolué autour de l'arbre sans en tenir compte (ex. : coupure du système racinaire) ;
- Les propriétaires inexpérimentés ou certaines entreprises insuffisamment formées traitent les arbres de manière inappropriée ;
- le ramassage des feuilles mortes modifie le cycle normal de vie de l’arbre ;
- dans les rues ou dans quartiers encastrés entre de grands buildings (« effet canyon »), les canopées manquent souvent de lumière le jour et sont exposées à la pollution lumineuse la nuit ;
- En raison de la bulle de chaleur urbaine et de la pollution lumineuse, le débourrement est souvent plus précoce, et la chute des feuilles beaucoup plus tardive (de plusieurs mois parfois sous les lampadaires), mais selon la NASA, ils produisent 20 % de moins d'oxygène que le même arbre dans la nature. Néanmoins une étude récente laisse penser qu'on a pu sous-estimer la capacité des arbres à épurer l'air de certains polluants (COV en particulier) ;

Planter des arbres déjà grands est très couteux. Planter des graines ou de jeunes plants et les protéger afin qu’ils installent au mieux leur système racinaire est long et difficile, car ils restent vulnérables durant de longues années. Beaucoup de cultivars plantés en alignement monospécifiques se sont à terme avérés vulnérables aux épidémies et à divers pathogènes et ont contribué à une perte de diversité génétique chez les espèces-mères. Une bonne gestion nécessite des inventaires souvent mis à jour (par exemple, celui d'environ 10 000 arbres à Nancy, dont deux ont plus de 250 ans)  et une surveillance sanitaire plus étroite. En ville, la taille est souvent obligatoire, et avec une accessibilité parfois difficile. Une taille douce est souhaitable, faite par des professionnels bien formés, car elle est une porte d'entrée pour de nombreux pathogènes. Chez certaines espèces, elle doit alors se poursuivre dans le temps. 
Une gestion attentive, et une communication adaptée sont nécessaires pour trouver le soutien ou l'appui actif du public, et pour que l'arbre urbain soit appréhendé par le plus grand nombre pour ses bénéfices autant que pour ses inconvénients (feuilles mortes…) ;
- Exposition à la pollution lumineuse, dont les impacts sur l’arbre urbain sont encore mal compris ;
- Servitude d'élagage ; pour des raisons de sécurité, EDF peut « couper les arbres ou les branches qui, se trouvant à proximité des conducteurs aériens, gênent leur pose ou pourraient pas leur mouvement ou leur chute occasionner des courts circuits ou des avaries aux ouvrages »[112] ;
- Conséquence de ces stress accumulés, des maladies émergentes ou pathogènes parasites exotiques ajoutent leurs effets, d’autant plus facilement, que souvent, ce sont les mêmes espèces venant des mêmes pépinières qui sont plantées partout, « ce qui devrait susciter des inquiétudes, car la diversité des essences est considérée comme un facteur important dans l'augmentation de la résilience de la population urbaine d'arbres aux stress abiotiques et biotiques »[7] ;

## Gouvernance

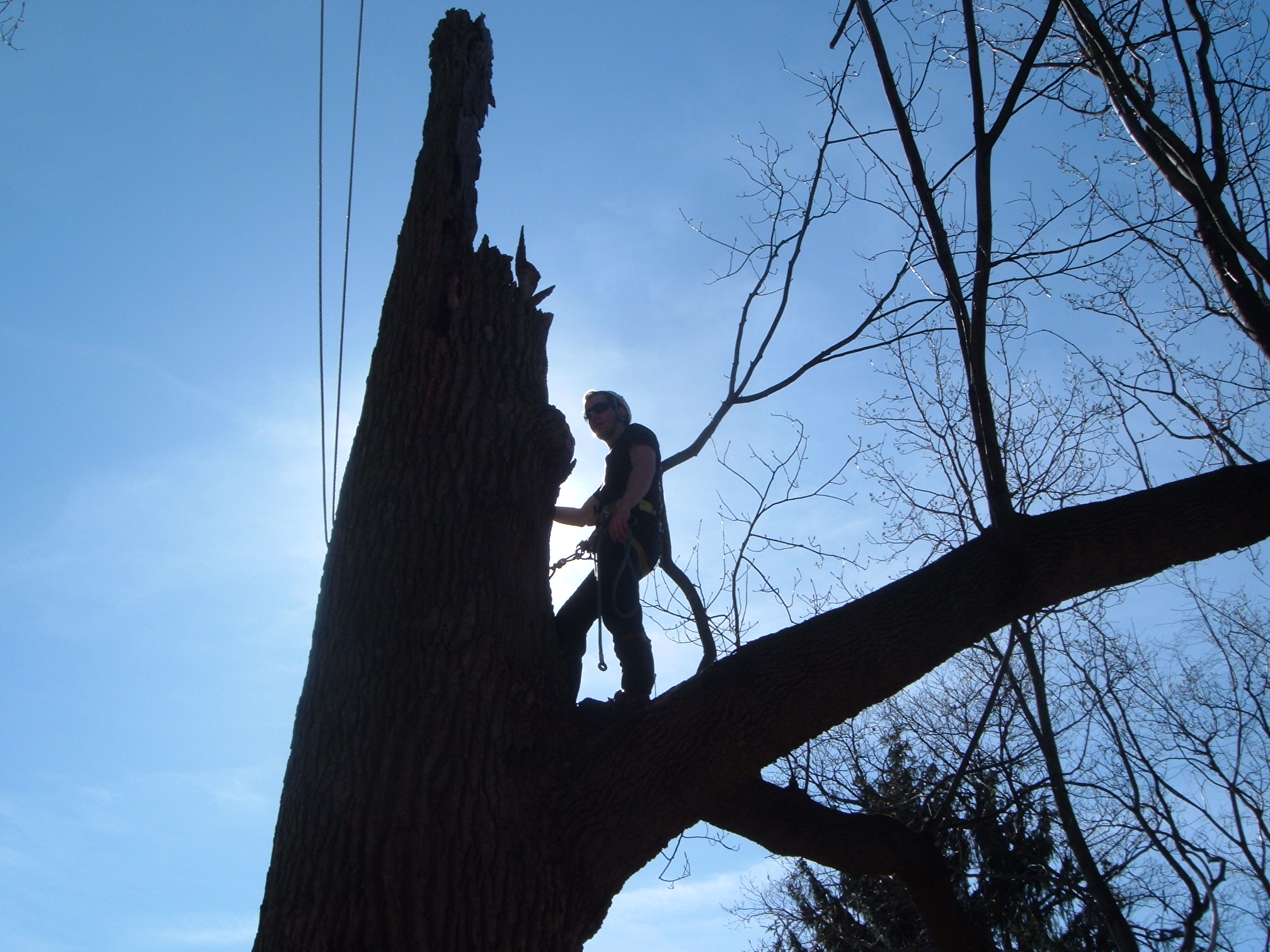
La gestion des conséquences des tempêtes nécessite des moyens adaptés, à anticiper..

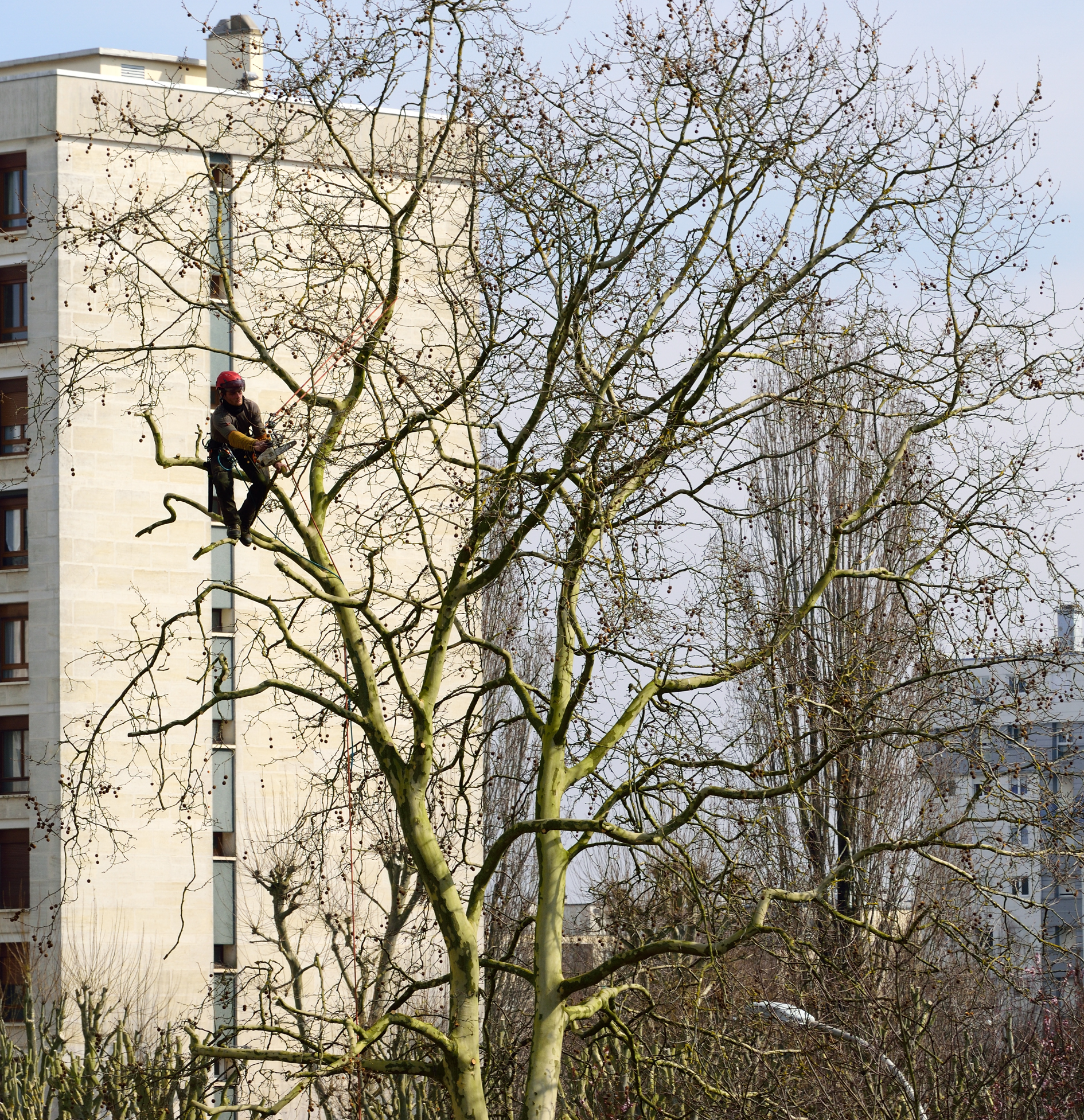
Les objectifs d'une taille doivent être clairs et argumentés. Sur cette image, est-ce là une taille de conversion nécessaire, ou une réduction inutile engendrant des frais de gestion futurs?

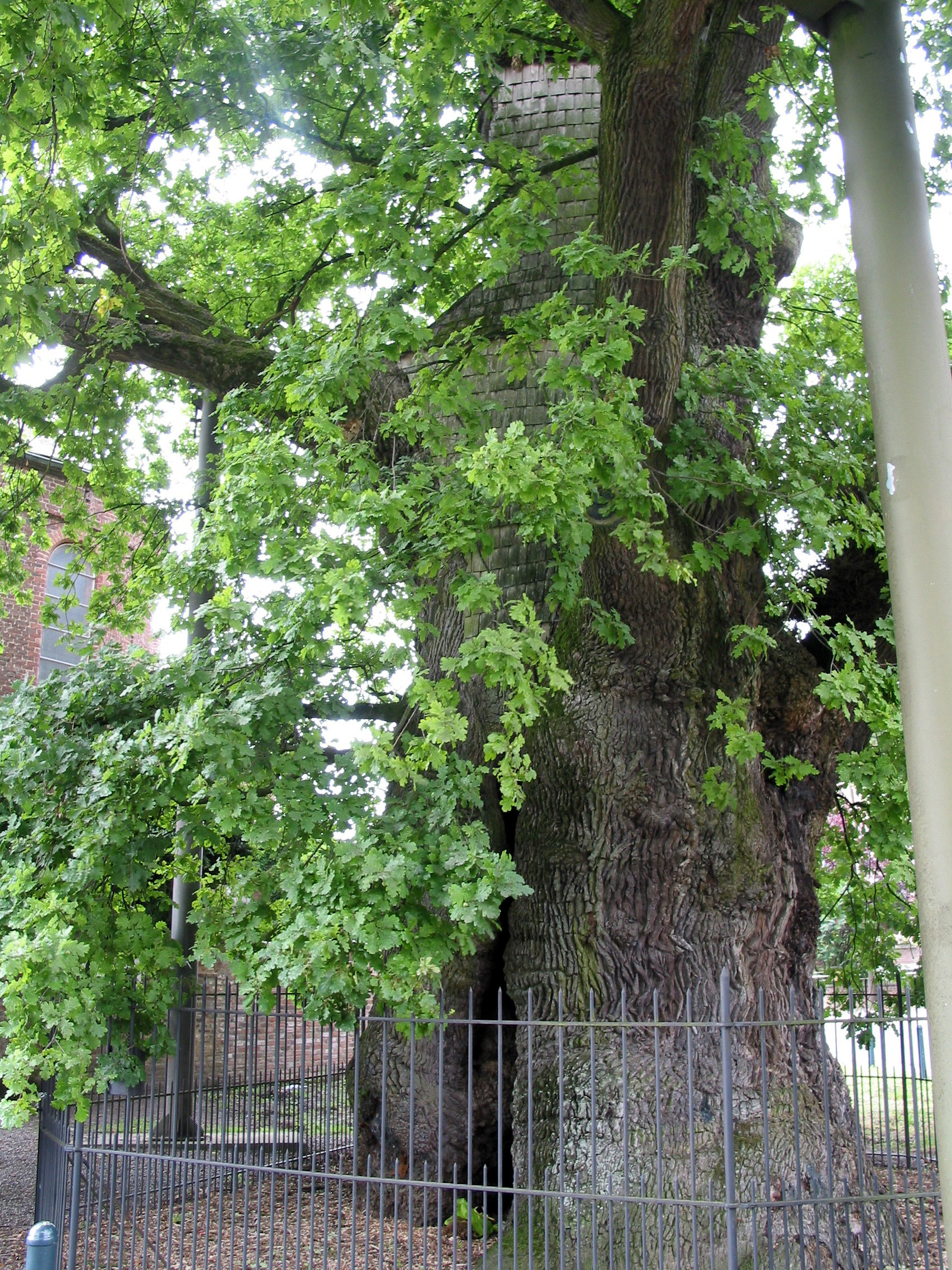
Il existe des arbres urbains remarquables, tels ce chêne d’environ 1000 ans dans le village de Liernu en Belgique.

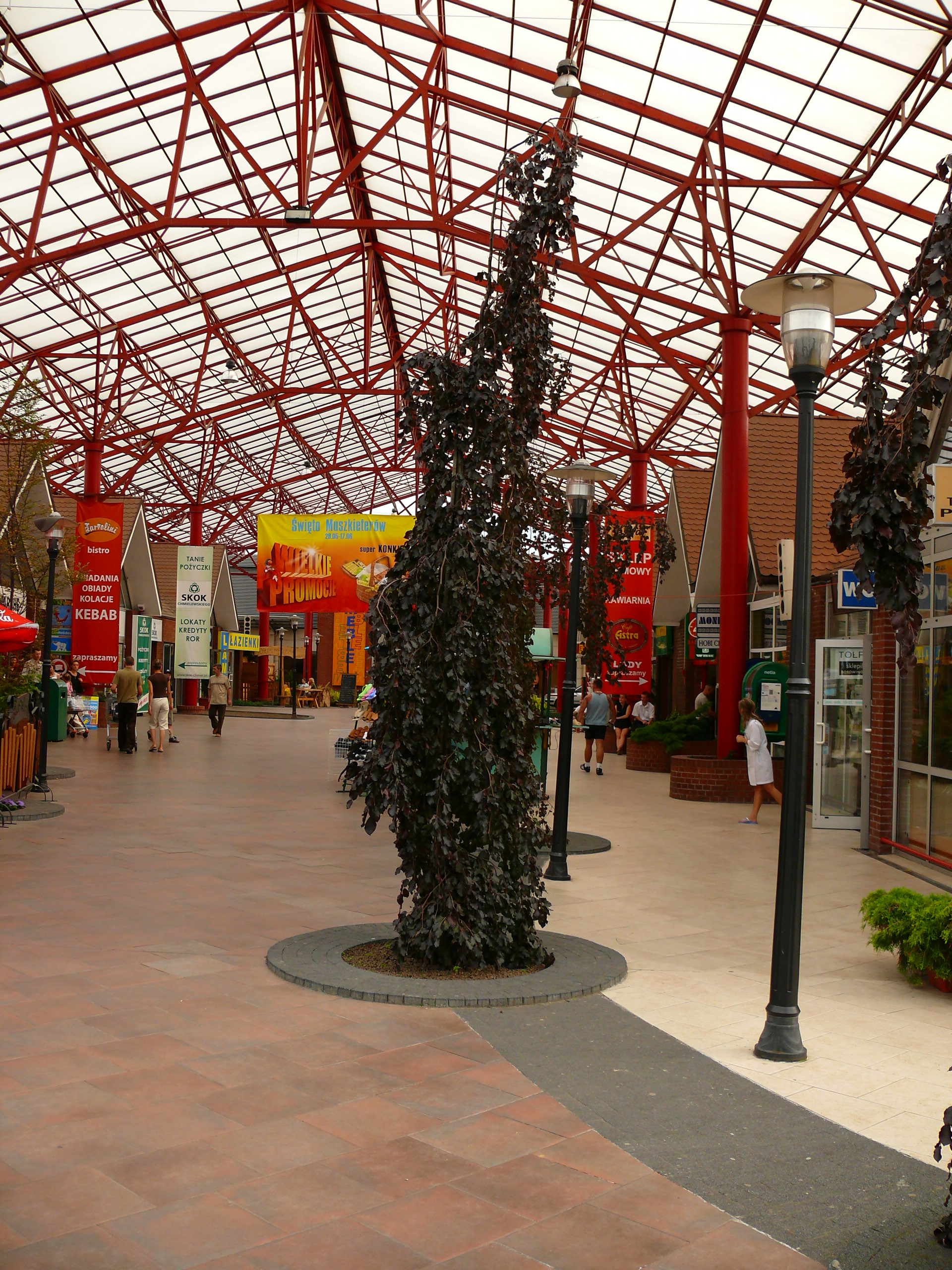
L'arbre est parfois utilisé à l'intérieur d'un bâtiment, parfois directement plantées dans le vrai sol (ce qui permet de ne pas avoir à l'arroser si le sol est assez humide).

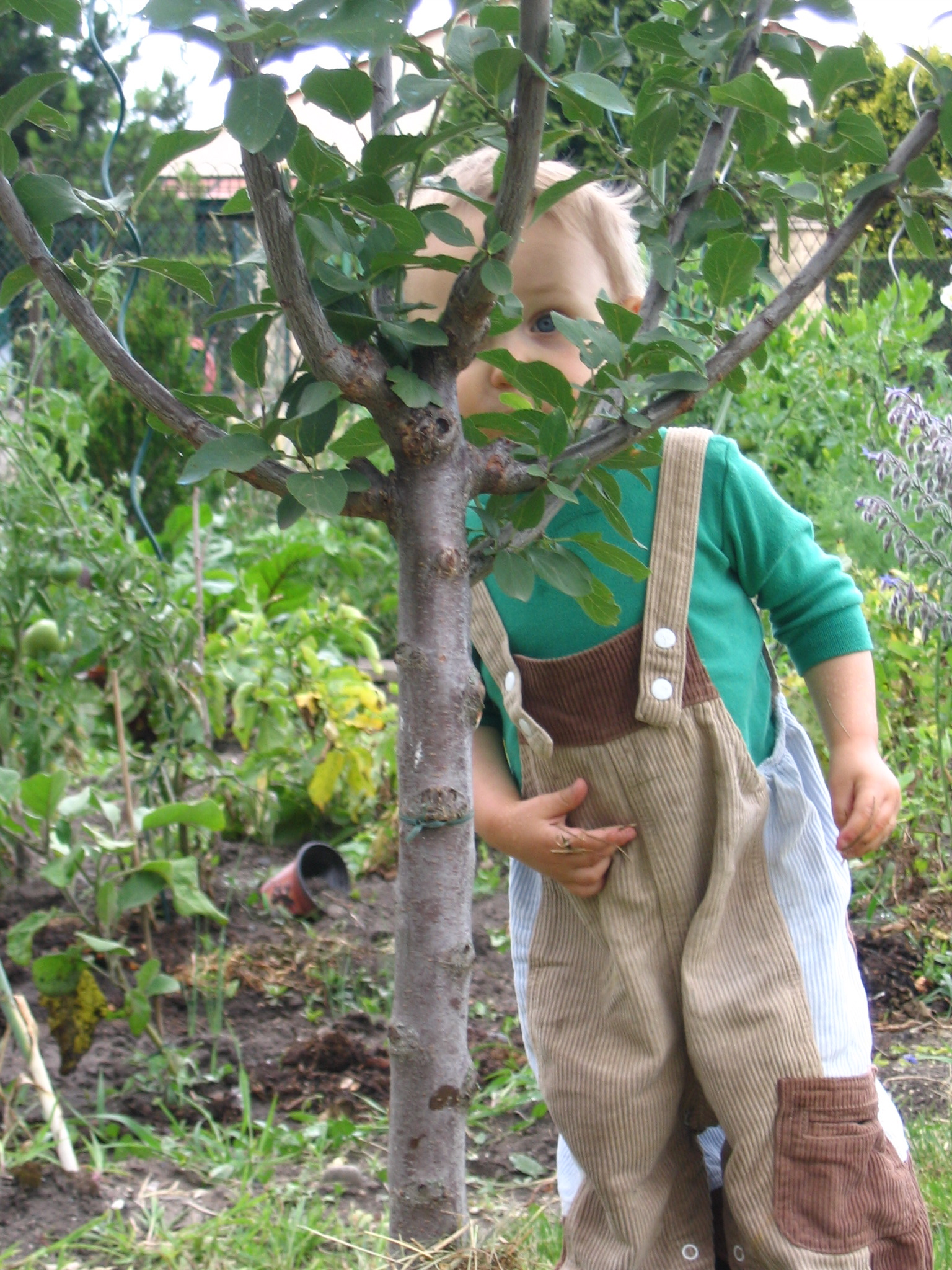
L'arbre fruitier, l'un des contacts de l'enfant avec la nature domestiquée.

Faut-il « gérer l'arbre urbain pour les loisirs ou en dépit des loisirs ? » et avec quel référentiel de « bonnes pratiques » pour « orienter et évaluer la gestion des forêts urbaines de loisirs ? »; Comment le public, les urbanistes et les gestionnaires de l'arbre peuvent ils mieux prendre en compte leurs besoins et souhaits respectifs, sans que l'arbre et l'environnement en pâtissent ? Le gestionnaire de l'arbre urbain est en effet souvent confronté à des opinions et pressions multiples et parfois contradictoires sur l'arbre, de la part des usagers de la ville, des aménageurs et des élus. 
De plus, parce qu'il est exposé à des stress particuliers, et pour des questions de responsabilité à l'égard des usagers de l'espace public, l'arbre urbain, nécessite plus de soins que l'arbre des campagnes et forêts (de même pour les arbres d'alignements routiers et les arbres épars de bords d'infrastructures de transport). L'arbre d'alignement monospécifique présente un enjeu particulier car la mort d'un seul arbre a un effet visuel immédiatement perceptible sur toute l'alignement, et de nombreux acteurs s'y intéressent. Il nécessite une attention plus pluridisciplinaire.
Dans le cadre de leurs agenda 21, plans climat et documents d'urbanisme, les collectivités et les habitants peuvent chercher à mobiliser les moyens juridiques de protection des arbres, ainsi qu'à augmenter ce patrimoine. Certaines collectivités offrent des arbres ou permettent de les acheter à bas prix.
Les concessionnaires de réseaux et d'infrastructures peuvent passer des accords avec les riverains et les collectivités pour une meilleure cohabitation des réseaux et des arbres ; Ils peuvent collaborer aux inventaires naturalistes (dont à l'Atlas de la biodiversité des communes quand il existe).
Pour protéger la biodiversité et les sols des effets de la surfréquentation des boisements urbains, il est nécessaire de trouver des compromis entre la conservation de la biodiversité et la promotion de valeurs récréatives. Les villes sacrifient souvent certaines zones (aires de pique-nique…) tout en développant des stratégies de « canalisation » du public, de « zone-tampon » ou de mise en réserve via l'accessibilité, la signalétique et les cartographies. Ainsi, la ville de Louvain (Belgique) possède deux parcs périurbains qui sont des reliques de la forêt charbonnière. Elle en a ouvert un plus largement (Heverleebos) et a limité l'accès aux zones centrales (noyaux de biodiversité) du second (Meerdaalwoud). Ces deux espaces s'inscrivent néanmoins dans le réseau écologique paneuropéen.
Une Charte de l’arbre urbain peut être signée par les collectivités soucieuses des arbres de leur territoire. Elle précise leurs objectifs et moyens quant à la préservation, gestion, restauration, extension et enrichissement de ce patrimoine. C’est aussi un document cadre pour leurs relations avec les concessionnaires de réseaux (EDF, GDF, CGE, France Télécom, etc.), les aménageurs et promoteurs, les gestionnaires de lotissements et de zones d'activité, les architectes, les entreprises privées, habitants, etc. Il s'agit parfois d'un document très complet comme à Montpellier qui dispose d'une charte de 98 pages sur l'arbre urbain. Elle peut comme à Nantes intégrer une volonté de trame verte ou de limitation des risques de pollinoses. Elle peut enfin, comme à Lyon, évoluer au fil du temps pour accompagner l'essor d'une approche partenariale et décloisonnée de l'arbre en ville. 
Il existe aussi une Charte européenne de l'arbre d'agrément visant à « régir les principaux rapports entre l’Homme et l’Arbre d’Agrément. Elle a été rédigée à l’occasion du 2e congrès européen d’arboriculture tenu à Versailles le 29 septembre 1995 et signée alors par les représentants de l'International Society of Arboriculture présents : France, Italie, Espagne, Allemagne-Autriche, Danemark, Angleterre et Irlande, Norvège) ».
Avec des exceptions (en centre ville souvent), il existe des inégalités écologiques manifestes dans de nombreuses villes : les quartiers d'habitation les plus riches bénéficient généralement de plus d’arbres et d'un indice foliaire moyen plus élevé. Ce phénomène a par exemple été étudié à Santiago du Chili. Selon les contextes et leur sensibilité, les élus et collectivités se montrent plus ou moins porteurs de politiques favorables ou défavorables à l'arbre urbain.
Des dispositifs d'animation et de sensibilisation tournés vers le public sont parfois développés par les responsables de la gestion de l'arbre urbain, le jardinier municipal étant l'un des liens possible entre les services techniques et le public. Des plantations avec les enfants sont fréquentes, et des opérations de sciences participatives semblent émerger (suivi des platanes à Montpellier par exemple).
Dans certains pays, de nombreuses ONG ou communautés locales coopèrent entre elles ou parfois avec les municipalités et les gestionnaires d'infrastructures en faveur de l'arbre urbain, avec par exemple aux États-Unis :
- Alliance for Community Trees
- American Forests
- Casey Trees
- Friends of the Urban Forest
- International Society of Arboriculture
- International Society of Arboriculture Australia Chapter
- Our City Forest
- Society of Municipal Arborists
- Society of American Foresters
- The Tree Council UK
- Tree City USA Program
- TREE Fund
- TreeLink
- Trees Are Good
- Canopy
- Trees Atlanta

## Quelques chiffres
Le nombre d'arbres urbains varie du simple à plus du centuple notamment selon le climat, et la forme urbaine. Les villes des régions très chaudes ou sèches offrent pas ou peu d'espaces verts. Les villes des régions tempérées en offrent bien plus.
En Europe :  Une étude a porté sur les espaces verts de 386 villes de plus de 100 000 habitants dans 31 pays européens (soit 170,6 millions de personnes concernées et 34 % de la population européenne en 2001) :
- Au début des années 2000, selon les données de l'Agence européenne de l'environnement (AEE), le taux d'espaces verts variait de 1,9 % du territoire urbain (Reggio Calabria, Italie), à 46 % (Ferrol, Espagne), sur la base des définitions retenues par les auteurs (différents modes de calculs sont possibles). Les villes du nord de l'Europe ont en moyenne conservé une plus grande proportion d'espaces verts par rapport aux villes dans le sud.
- 45 millions de personnes vivant dans les villes européennes ont encore un accès très limité aux espaces verts urbains, notamment dans les villes qui ne comptent que de 2 à 13 % d'espace vert, avec une tendance générale à la diminution de l'espace accessible ou disponible par habitant en raison de l'augmentation de la densité de population
- Sauf exceptions, les villes denses du sud-est de l'Europe ont très peu d'espaces verts avec par exemple : 3 à 4 mètres carrés par personne à Cadix, Almería, Fuenlabrada (Espagne) et dans la région de Calabre (Italie) alors que les urbains du nord-ouest européen en disposent jusqu'à 100 fois plus par personne ; avec par exemple plus de 300 m2 par personne à Liège (Belgique), Oulu (Finlande) ou Valenciennes (France, pays dans lequel une vingtaine de grandes villes françaises sont néanmoins mal placées dans le palmarès européen)).

## Suivi et évaluation patrimoniale
L'arbre urbain fait de plus en plus l'objet d'un suivi cartographié (SIG) associé à une base de données (et parfois à des puces ou codes) renseignant sur l'espèce (identité botanique), sa localisation, la station, ses dimensions (hauteur, circonférence, diamètre, surface terrière, diamètre du houppier), origine (pépinière, subspontanée…). Son état de santé (état phytosanitaire) et sa tenue mécanique, ainsi que les interventions faites ou à faire. Ce suivi est également utile pour démontrer que le gestionnaire a pris toutes les précautions utiles en matière de sécurité.
Des barèmes d'évaluation et de valeur d'aménité ou « patrimoniale » sont parfois utilisés pour donner une valeur, notamment monétaire à l'arbre (au moyen de critères tels que l'espèce, la localisation, les dimensions et l'état), notamment en prévision d'études d'impacts, de mesures compensatoires ou d’indemnités en cas de dommages causé aux arbres.

### Pollens et pollinoses

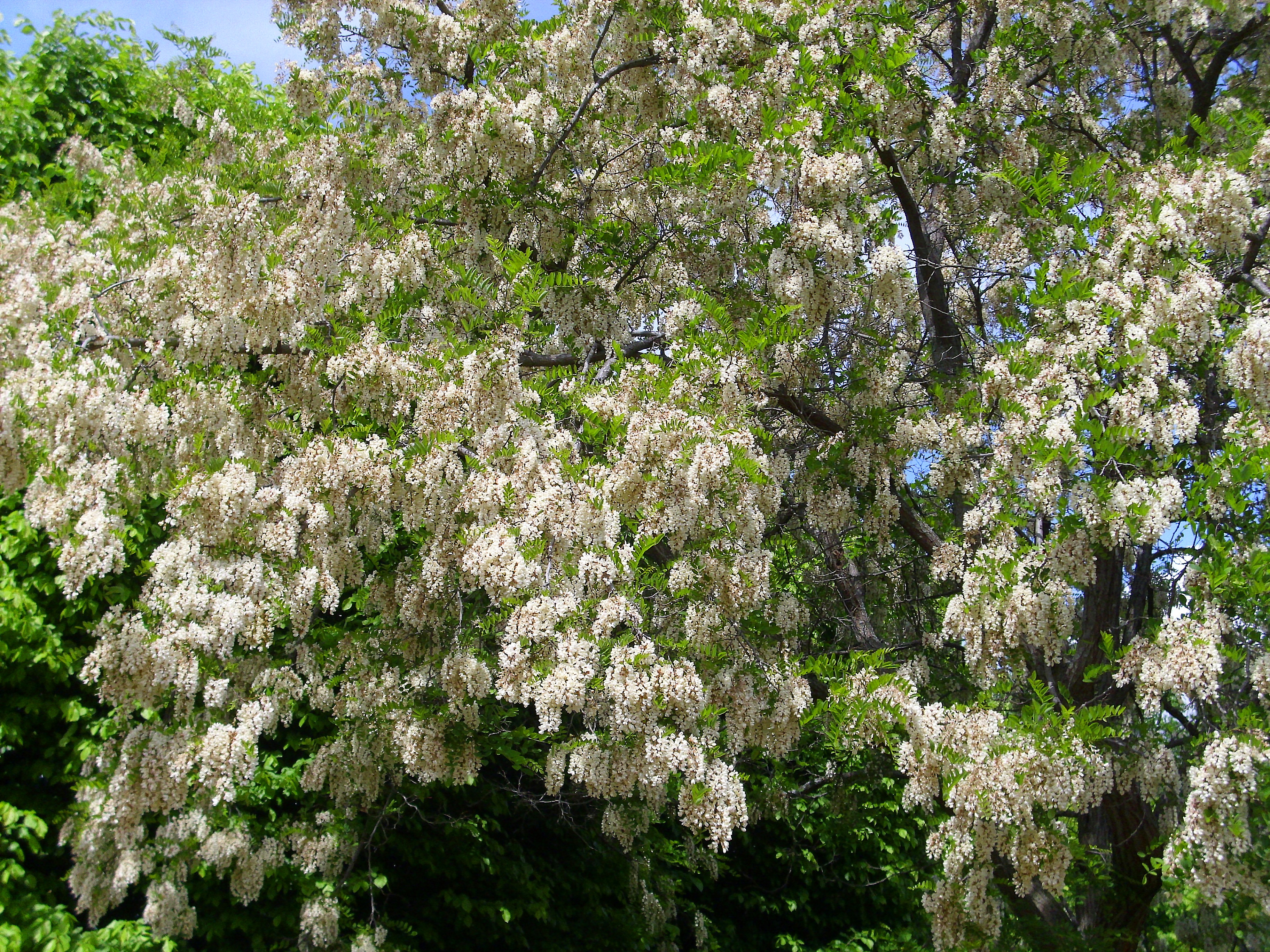
Beaucoup d'arbres exotiques ont été introduits comme élément décoratif (ici : Robinia pseudoacacia, également très nectarifère).

Paradoxalement, c'est en ville et en milieu industrialisé où les plantes et pollens sont plus rares que les habitants sont le plus touchés par des « pollinoses » (allergies au pollen, absentes de la littérature médicale avant la révolution industrielle). Ces pollinoses sont depuis en développement régulier, au point qu’un groupe de travail sur la qualité de l’air a proposé de retenir le pollen parmi les polluants de l’air urbain,
- Les enfants urbains sont manifestement de plus en plus sensibles à certains pollens (et à d'autres allergènes)[132]. Divers polluants (dont la fumée de tabac via le tabagisme passif et les particules diesel[133] des pots d'échappement) peuvent y contribuer[134], d’autant plus qu’ils vivent dans des zones où l’air est polluée, ce qui a conduit les chercheurs à s’interroger sur les causes de ces nouvelles allergies[135]. Plusieurs hypothèses sont possibles et éventuellement complémentaires : les pollens sont-ils devenus plus allergènes en ville ? Ou plus nombreux en ville pour certains pollens plus allergènes ? Ou les urbains seraient –ils devenus plus vulnérables ?(plus sensibles ou immunitairement « sensibilisés » ?…par exemple en raison de la présence plus importante d’essences exotiques, ou d’une moindre biodiversité des pollens ? Ou existe-t-il des allergies croisées[136],[137]  et/ou des potentialisations ou une synergie entre des pollens et d’autres polluants ? apparus avec la révolution industrielle (Cf. usage des combustibles fossiles[138]).
- Des études de terrain (épidémiologie)  et des expérimentations in vitro (sur les effets de pollens aéroporté et sur l'animal) ont produit des résultats parfois contradictoires et encore mal expliqués, mais laissant penser que l'exposition de certains pollens et/ou de la plante qui les produit à un air pollué modifie la nature biochimique de la cuticule externe (exine) de certains pollens en les rendant allergisants ou plus allergènes[139]. Les polluants oxydants (dont l'Ozone) et acides et oxydes d'azote (plus que le dioxyde de soufre et le monoxyde de carbone) semblent exacerber l'allergénicité du pollen en augmentant la quantité de molécules allergènes à l'intérieur des pollens[139]. Une synergie toxique avec les particules diesel (qui stimulent la synthèse des IgE et des cytokines, ce qui exacerbe les allergies chez les patients prédisposés[139]) semblent également exister. Les pollens déshydratés ou frais peuvent aussi agresser les muqueuses et le système immunitaire comme simples irritants respiratoires, jouant le rôle de facteurs adjuvants dans la réaction immunitaire et allergisante. Dans ce cas la pollution photooxydante serait en cause, plus que la pollution acido-particulaire, expliquant la croissance des rhinites et certaines conjonctivites allergiques. Des sensibilisations à long terme semblent plausibles, mais non prouvées faute d'études épidémiologiques longues[139]. C'est le cas notamment de polluants acides[140].
- De plus, certains polluant (superoxydants, acides) fréquents en ville et dans les paysages industrialisés peuvent contribuer à dégrader la cuticule du grain de pollen. Les molécules sous-jacentes, dont des molécules de défense et protection du pollen, pour certaines allergènes, sont alors susceptible d'entrer en contact avec les muqueuses lorsque le pollen est inhalé.
- Dans les environnements urbains, artificialisés et secs, les pollens ne sont pas fixés par les rosées, mousses, lichens et sols humides. Ils peuvent être plusieurs fois remis en suspension dans l'air et sont exposés à l'abrasion physique et à l’érosion chimique de leur cuticule.
- L'ozone troposphérique peut contribuer à dégrader les pollens. Il est par ailleurs fortement suspecté d'être un sensibilisant des muqueuses qui augmente le risque d'allergie respiratoire.
De même pour les microparticules perdues par les diesels ; une étude japonaise a montré que les allergiques étaient d'autant plus sensibles au pollen de Cèdre qu'ils vivaient à proximité de plantations et de voies de circulation[141],[142]. 
De plus, en ville les pollens sont moins vite intégré dans le sol (absent ou dégradé), moins emportés par le ruissellement ou moins absorbés par les mousses ou lichens que dans la nature. Ces pollens se dégradent sous l'action de l'acidité de l'air, de l'ozone (superoxydant), d'autres polluants ou pour des raisons mécaniques (dépôts sur les chaussées et trottoirs)  en molécules[143] et petits fragments (<2,5 μm, dans la gamme des particules fines dites PM2.5 qui pénètrent plus profondément les poumons et réputées plus allergènes[144]).

L'augmentation du taux de CO2 de l'air dope aussi la production de certains pollen (ex : + 130 % chez l'ambroisie (particulièrement allergène en France), par rapport à un taux atmosphérique pré-industriel, alors que les arbres le diminue.

## Coûts
- Le coût de plantation est très faible pour les petits arbres autoproduits (pépinières en régie municipale, comme à Genève/Certoux sur 4ha et en production intégrée(PI)[146]), mais dans la ville dense, ils sont très vulnérables. La plantation d'arbres de rue de plus de 20-30 cm de circonférence est de plus en plus fréquente. Ils sont commandés en pépinière avec les racines en motte enveloppée de toile de jute biodégradable[7], avec par plantation un coût de moins de 200 euros à plus de 1 500 euros par arbre[7] ;
- Quelques pays plantent encore des plants à racines nues ou des arbres de moins de 12 cm de circonférence[7]. ;
- S’ajoutent les frais de surveillance et gestion, qui varient beaucoup selon les contextes, avec notamment les besoins de taille[7].

## Bonnes pratiques de gestion

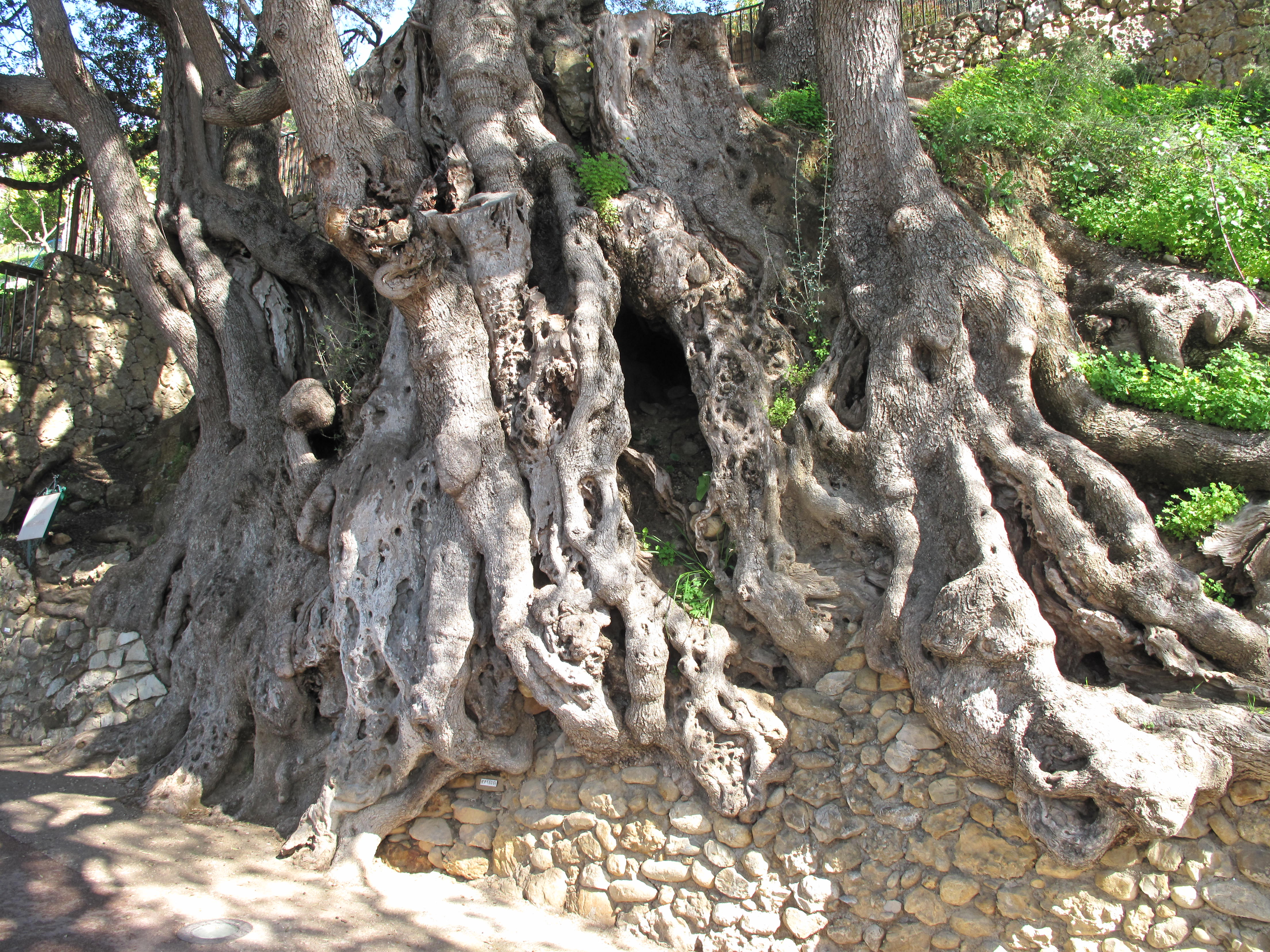
L'Olivier millénaire de plus de 2000 ans, à Roquebrune-Cap-Martin.

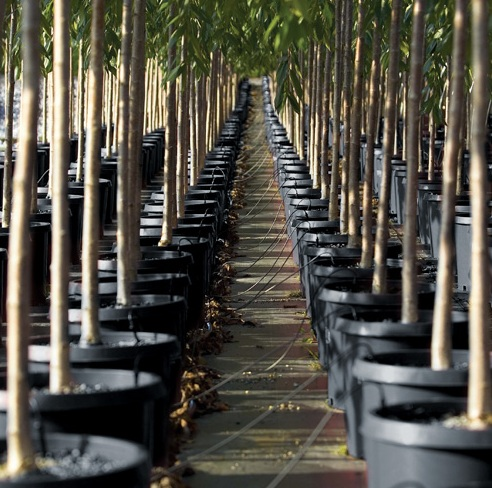
Les cultures de pépinières ont favorisé le clonage et une homogénéité génétique qui a pu rendre certains arbres urbains plus vulnérables à certaines épidémies.

La littérature spécialisée récente, pour une gestion efficiente et moins polluante de l’arbre urbain et pour maximiser ses avantages recommandent généralement de :
- Maintenir les arbres et la biomasse forestière existant en ville[89], tout en plantant et augmentant le nombre d'arbres sains (et donc plantés dans de bonnes conditions, pour améliorer la dépollution de l’air, de l’eau et des sols[89]).
- Dans les mégapoles ou villes polluées, favoriser les arbres émettant moins de COV (pouvant contribuer au smog photochimique)[89] ; désimperméabiliser les sols et les végétaliser.
- Chercher à obtenir de grands arbres sains (meilleur effet dépolluant par arbre), tout en préparant la relève quand les arbres sont très vieux[89]. Conserver du bois mort, des feuilles mortes dans les espaces verts pour restaurer un humus de qualité, tout en suivant d’éventuels polluants non dégradables (plomb, cadmium, sel..) qui pourraient avoir été accumulés par les arbres tout au long de leur vie.
- Favoriser les arbres à longue durée de vie (moins d’émissions polluantes pour la plantation et la fin de vie/enlèvement)[89].
- Favoriser des arbres nécessitant peu d’entretien (moins de coûts et pollution liés à la maintenance)[89].
- Réduire l'utilisation de combustibles fossiles pour entretenir, maintenir ou restaurer la végétation (⇒ moins d’émissions polluantes)[89].
- Valoriser les fonctions bioclimatiques des arbres (moins de chauffages et climatisation, moins d’appel aux centrales électriques et  énergies fossiles)[89].
- Ombrager les parkings par des arbres, et du lierre (moins d’émission de COV et absorption du benzène qui dégaze des réservoirs), sans porter ombrage à d’éventuels panneaux solaires.
- Penser à ce que la flore ne manque pas d’eau (moindre pollution et réduction de la température par l’évapotranspiration)[89]. Cf. Récupération et épuration des eaux pluviales, noues…
- Planter des arbres dans les zones polluées et/ou très peuplées (maximise les avantages des arbres pour la qualité de l'air)[89].
- lutter contre les polluants qui affectent les arbres (la santé des arbres augmente, ainsi que celle des hommes)[89].
- Utiliser des arbres à feuillage persistant pour la réduction de la matière particulaire (toute l'année élimination de particules)[89].
- Favoriser le mélange des essences et des essences locales et adaptées au sol et au contexte, et limiter les clones (pour retrouver une diversité génétique moins propice aux épidémies), avec une approche plus écosystémique (les arbres vivent par exemple normalement en symbiose avec des champignons, lesquels ont besoin d’un sol non-asphyxiant et de branches mortes ou du carbone des feuilles morte).
- préférer une taille douce et raisonnée, quand la taille est nécessaire

## L'arbre urbain et le droit
Selon les époques et les pays, le Droit (coutumier ou non) a plus ou moins pris en compte l'arbre urbain.
En France, dans le domaine public, les travaux d’abattage d’arbres ou de déboisement, de reboisements sont considérés comme des travaux publics, les arbres étant des dépendances du domaine public. Dans le domaine privé, le droit civil règle les relations de voisinage en fixant notamment des règles de distance et de hauteur pour les arbres et plantations en limite de propriété, avec 3 exceptions :
1. la prescription trentenaire, avec preuve à faire par le propriétaire par tous moyens (témoignages, méthode dendrochronologique du carottage…) ;
2. l'existence d’un titre (accord entre propriétaires, idéalement fait devant notaire), et
3. la destination du père de famille (l’acheteur d'une parcelle divisée pour une vente doit accepter en l’état et en connaissance de cause des arbres ne respectant pas les distances légales). 
Le droit de l'urbanisme, bien avant le droit de l'environnement, a aussi imposé ou proposé diverses contraintes et devoir à ceux qui plantent, possèdent ou gèrent un patrimoine arboré. Il permet une protection de certains arbres en « Espace Boisé Classé »[148]. Les arbres en espalier peuvent être contre un mur mitoyen, du moment qu'ils n'en dépassent pas le sommet[149]. 
Un propriétaire ou responsable (privé ou public) est responsable des dommages dus à un arbre dont il est responsable, si ces dommages revêtent un caractère anormal (qui s’analyse à partir de deux éléments : la nature et la gravité du dommage) et s'il n'y a pas de force majeure (tempête, foudre…)[148].

- Le Plan local d'urbanisme (PLU, qui remplace les plans d'occupation des sols et « fixe les règles générales et les servitudes d’utilisation du sol »[150]) ; Le règlement local d'urbanisme désigne des zones “N” naturelles et forestières, qui ont notamment vocation à protéger les arbres ; Peuvent y être édictées des prescriptions en faveur des arbres en général ou d’essences locales ou de plantations particulières. Des prescriptions favorisant les arbres et leur protection peuvent être inscrites dans d’autres zones (A, U, AU…) et peut-être bientôt dans un futur zonage spécifiquement dédié à la notion de continuité écologique (trame verte). En zone périurbaine, une zone “A” agricole peut aussi faire l'objet de prescriptions par exemple encourageant et protégeant les plantations d'arbres épars ou d'alignements. Par exemple : l'article 13 du POS de Paris stipule que « Les arbres (de haute tige) existants seront maintenus ou remplacés »[148]. Les prescriptions peuvent être variées, mais doivent toujours répondre aux objectifs fixés dans le « rapport de présentation » du PLU. Elles peuvent « limiter ou interdire l’abattage d’arbres, poser une obligation de replanter ou de planter dans le cadre d’une autorisation d’occupation du sol (par exemple tant d’arbres par mètre carré de surface à construire). La rédaction des prescriptions est importante. Seules sont punissables les infractions aux normes impératives et objectives. Elles doivent être formulées en termes suffisamment clairs. Dans toutes les zones, peuvent être identifiées des plantations qui seront soumises au régime des espaces boisés classés » (lesquels peuvent aussi protéger de « arbres isolés, des haies ou réseaux de haies, des plantations d'alignements »[151] ;
- son Projet d’Aménagement et de Développement Durable (PADD) associé au PLU peut « caractériser les îlots, quartiers ou secteurs à restructurer ou à réhabiliter, identifier les espaces ayant une fonction de centralité existants ou à créer ou à développer, prévoir les actions et opérations d’aménagement à mettre en œuvre, notamment en ce qui concerne le traitement des espaces et voies publics, les entrées de villes, les paysages, l’environnement (...) »[150] ; 
Dans ce zonage, la coupe et l’abattage nécessitent une autorisation (dès la prescription d’un plan local d'urbanisme, c'est-à-dire avant même sa validation)[152]. Le permis de construire peut être assorti de prescriptions améliorant l’insertion du projet dans le site et le paysage. Des plantations peuvent être demandée (Rem : « Lorsque le projet comporte la plantation d’arbres de haute tige, les documents graphiques devront faire apparaître la situation à l’achèvement des travaux et la situation à long terme »[153]. 
« Tous travaux ayant pour effet de détruire un élément de paysage identifié par un “PLU” en application du 7° de l’article L. 123-145 et non soumis à un régime d’autorisation doivent faire l’objet d’une autorisation préalable au titre des installations et travaux divers »[154] ;
- le SCOT est un autre lieu où préciser et croiser les projets et contraintes pour l’arbre[148] ;
- La loi littoral] oblige les communes littorales à classer les parcs et ensembles boisés les plus significatifs en espace boisés classés, avec consultation de la commission des sites[148] ;
- « toute publicité est interdite sur les arbres »[155] ;
- le droit du patrimoine paysager et du patrimoine remarquable contient aussi des dispositions mobilisables en faveur de l'arbre urbain ; via par exemple la loi “paysages” de 1993 (cf. Directives de protection et de mise en valeur des paysages[156]), la loi du 31 décembre 1913 sur les monuments historiques, la loi du 2 mai 1930 sur les sites et monuments naturels, les Zones de Protection du Patrimoine Architectural Urbain et Paysager (Cf. loi de décentralisation du 7 janvier 1983) ou encore les secteurs sauvegardés de la loi Malraux de 1962[148] ;
- Les études d'impacts doivent aussi intégrer les impacts sur les arbres (sous peine d'être invalidées[157])
- dès 2012, les documents d'urbanisme devront prendre en compte la de trame verte et bleue nationale déclinée au niveau régional (via le nouveau SRCE ; le schéma régional de cohérence écologique issu de la loi Grenelle II) afin de la décliner localement, s'ils ne l'ont pas déjà fait en suivant les conclusions de leur « étude d'environnement » (obligatoire[148]).

Malgré un corpus juridique très développé, des questions complexes se posent en matière de responsabilité, de contentieux, de mesures conservatoires ou de mesures compensatoires (« juste compensation ») par exemple dans le cas d'arbres spontanés qui n'ont pas de propriétaire, ou dans le cas de friches déjà colonisées par un boisement spontané, ou quand un arbre doit être abattu dans le cadre de travaux urbains (Ex : combien de jeunes arbres faudrait il planter pour remplacer les services écosystémiques et aménitaires rendus par un arbre vénérable et a fortiori s'il s'agit d'un arbre inventorié comme « Arbre remarquable ».

### Vidéographie
- Friche urbaine et la biodiversité ;
- Qu'est la biodiversité urbaine ? (La trame verte, l'urbanisme et l'architecture ; avec Nathalie BLANC, Philippe CLERGEAU, Yves CHALAS, Anne-Laure BENOIT, Gaelle AGGERI, Jacques WEBER) par Natureparif.

### Guides, outils, Supports multimédias
- CD Rom ; Thierry Moigneu, Gérer les forêts périurbaines - ONF - CD Rom - 2005
- The functionality of green space - improving the liveability of compact residential areas ; Marianne Rosenbak Landscape architect, PhD student, univ. Copenhague. (Présentation, 21 pages)
- F. Salbitano, S. Borelli, M. Conigliaro & Y. Chen (2016) Guidelines on urban and peri-urban forestry FAO Forestry Paper No.178. Rome, FAO/ ONU ; téléchargeable en pdf (170 pages) : http://www.fao.org/3/a-i6210e.pdf